# 南丹市
南丹市（なんたんし）は、京都府中部、丹波地方にある市。面積は隣接する京都市に次いで府内第2位。

## 概要
2006年1月1日に船井郡園部町・八木町・日吉町、北桑田郡美山町が合併して誕生。京都府内では2004年の京丹後市以来となる新市の発足であり、南丹市の後には2007年に木津川市が発足している。
また八木地区（亀岡MA、市内局番20〜59）とそれ以外の区域（園部MA、市内局番60〜89）間相互通話は市外扱い(隣接区域)になるため、市外局番 (0771) が必要である。
南丹市では合併に伴う主要プロジェクトとして園部地区で実施してきたCATV（ケーブルテレビ）を全市域に拡大し、2007年（平成19年）4月からは日吉地区で、2008年（平成20年）4月からは八木・美山両地区でFTTHによるCATVサービスを提供している。なお、園部地区はHFC（内林地内の一部地域を除く）によるCATVサービス提供となっている。このケーブルテレビ事業（南丹市ケーブルテレビ）は2023年4月に近鉄ケーブルネットワークへ完全民間委託化され、「KCNなんたん」として再スタートを切った。
2022年11月17日にKCNなんたん、株式会社GMTSと連携し、「にゃんたん市プロジェクト」を発表。モデルの新唯、お笑いコンビのモンスーンがプロジェクトアドバイザーに就任。

### 名称
地名の由来
南丹とは、「丹波の南部」が語源で、南丹市内における市役所以外の施設として京都府の機関でもある南丹保健所や南丹土木事務所がある。同じく、京都府の南丹広域振興局や京都府立南丹高等学校は亀岡市内にある。

## 地理

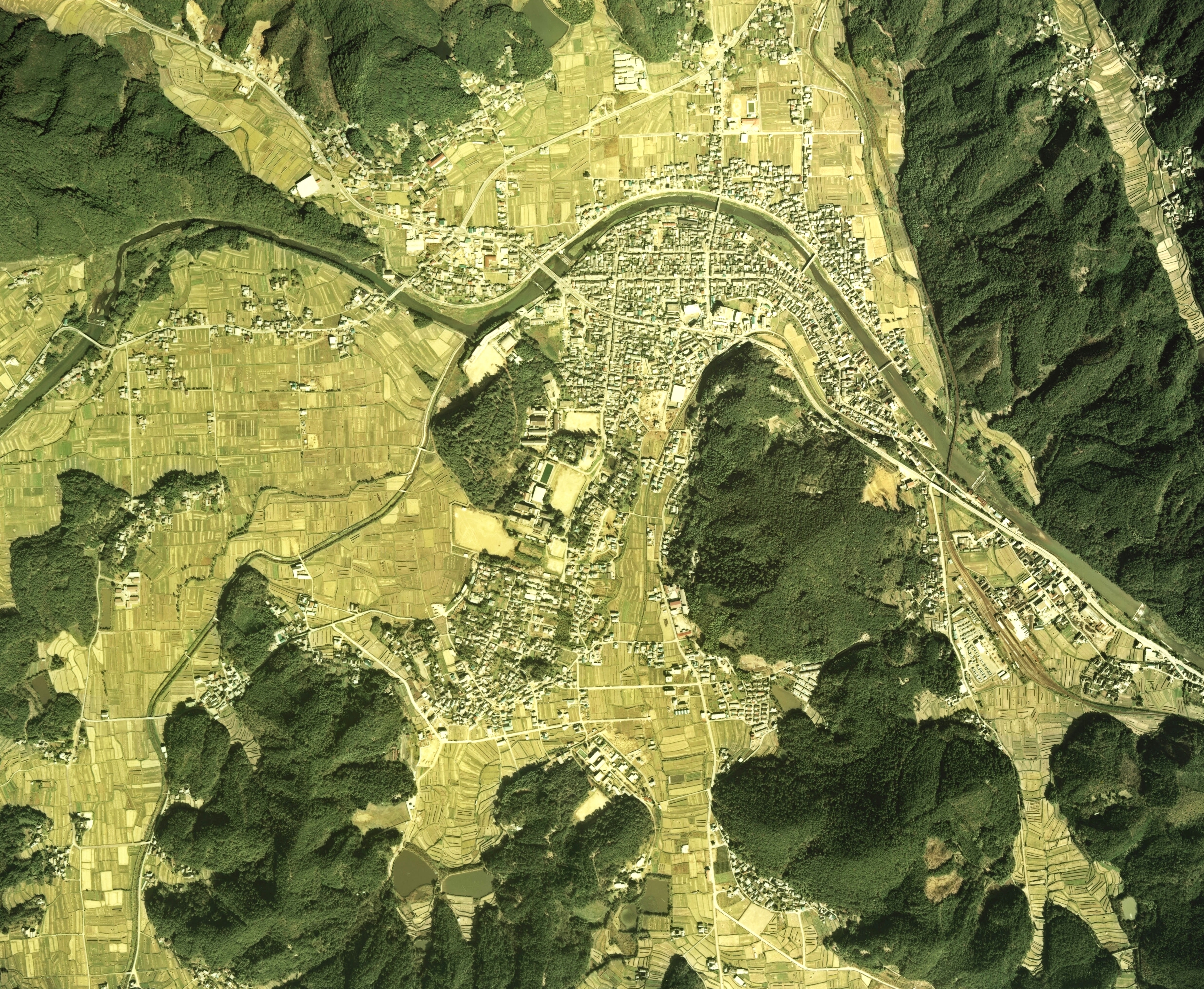
市役所のある旧園部町中心部周辺の空中写真。1975年撮影の2枚を合成作成。。

京都府下では、京都市に次ぐ面積を持つ。市域は東西に長く、京都府を南北に区切るような形をしている。

### 地形

#### 山岳
主な山

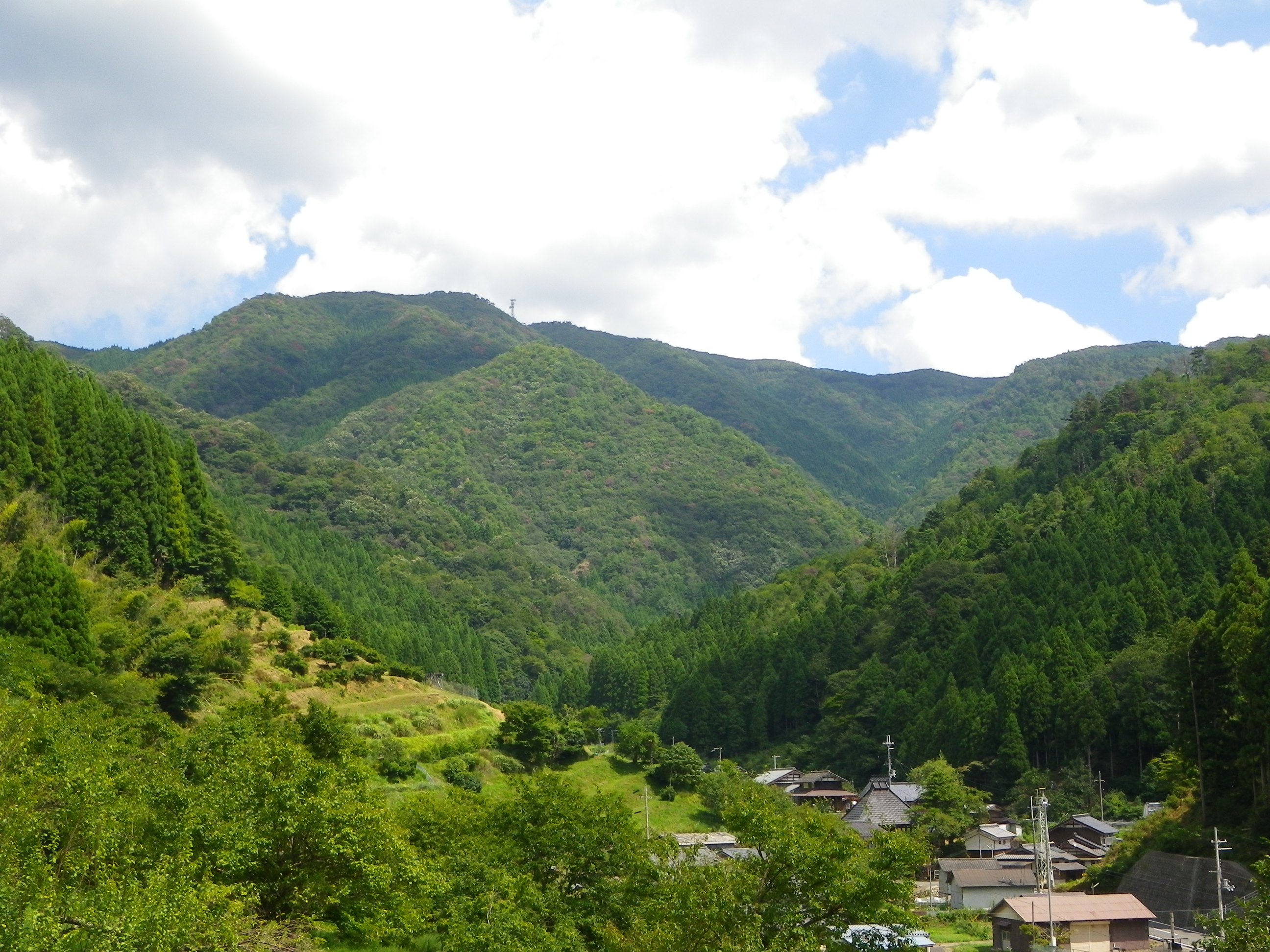
西側山麓から望む長老ヶ岳。

- 三国岳（みくにだけ/さんごくだけ） – 美山町
三国岳（959m）山麓の由良川源流域には、京都大学芦生研究林の自然林が広がる。
- 長老ヶ岳（ちょうろうがだけ） – 美山町
- 頭巾山（ときんざん） – 美山町
- 黒尾山（くろおやま） – 日吉町
- 大向山（おむかいやま）） – 日吉町
- 丸山（まるやま） – 日吉町
- 小麦山（こむぎやま） – 園部町。スーパーマリオ発祥地
- 天神山（てんじんやま） – 園部町
- 深山（みやま） – 園部町
- 掃雲峰（そううんぼう） – 園部町
- 諸木山（もろぎやま） – 八木町
- 水無山（みずなしやま） – 八木町

#### 河川
日本海に注ぐ由良川と太平洋に流れる桂川の分水界がある。
由良川水系の一級河川
- 由良川（上流部は美山川（みやまがわ）、大野川（おおのがわ）の別名を持つ）
  - 佐々里川
    - 中ノ谷川

  - 河内谷川
  - 西畑川
    - 小畠川

  - 知見谷川
  - 深見川
  - 原川
  - 棚野川
    - 山森川
      - 太田川

    - 西川
      - 神谷川
        - 下谷川

    - 砂木谷川

  - 川谷川

淀川水系の一級河川
- 桂川（大堰川（おおいがわ）の別名を持つ）
  - 中世木川
  - 木住川
  - 田原川
    - 海老谷川
    - 胡麻川
      - 志和賀川

  - 園部川（上流部は天引川（あまびきがわ）の別名を持つ）
    - 奥山川
    - 本梅川　上流は京都府亀岡市
      - 八田川
      - 半田川
      - 天神川
      - 陣田川

  - 三俣川
    - 官山川
      - 馬田川

  - 東所川

主な渓谷
- 瑠璃渓

#### 湖沼
主な湖
- 虹の湖（美山町大野）
- 飛谷池（美山町大野）
- 天若湖（日吉町中）
- 通天湖（園部町大河内）
- 文覚池（八木町室橋）

### 隣接自治体・行政区
福井県・滋賀県・大阪府・兵庫県の自治体と接している。
4つの都道府県と接する自治体は、南丹市以外には岐阜県の高山市と埼玉県の秩父市のみである。
この内、当市と能勢町・高島市の境を越える道路は無い。
京都府
- 京都市（右京区・左京区）
- 綾部市
- 亀岡市
- 船井郡：京丹波町

福井県
- 大飯郡：おおい町

滋賀県
- 高島市

大阪府
- 豊能郡：能勢町

兵庫県
- 丹波篠山市

## 気候
気象庁による区分では、京都府南部地方とされている。
美山地区は豪雪地帯である。
| 園部（2002年 - 2020年）の気候      | 園部（2002年 - 2020年）の気候 | 園部（2002年 - 2020年）の気候 | 園部（2002年 - 2020年）の気候 | 園部（2002年 - 2020年）の気候 | 園部（2002年 - 2020年）の気候 | 園部（2002年 - 2020年）の気候 | 園部（2002年 - 2020年）の気候 | 園部（2002年 - 2020年）の気候 | 園部（2002年 - 2020年）の気候 | 園部（2002年 - 2020年）の気候 | 園部（2002年 - 2020年）の気候 | 園部（2002年 - 2020年）の気候 | 園部（2002年 - 2020年）の気候 |
| 月                                 | 1月                           | 2月                           | 3月                           | 4月                           | 5月                           | 6月                           | 7月                           | 8月                           | 9月                           | 10月                          | 11月                          | 12月                          | 年                            |
| ---------------------------------- | ----------------------------- | ----------------------------- | ----------------------------- | ----------------------------- | ----------------------------- | ----------------------------- | ----------------------------- | ----------------------------- | ----------------------------- | ----------------------------- | ----------------------------- | ----------------------------- | ----------------------------- |
| 最高気温記録 °C （°F）             | 17.3 (63.1)                   | 21.5 (70.7)                   | 24.6 (76.3)                   | 31.1 (88)                     | 34.3 (93.7)                   | 36.4 (97.5)                   | 39.1 (102.4)                  | 38.5 (101.3)                  | 37.8 (100)                    | 31.8 (89.2)                   | 26.4 (79.5)                   | 22.5 (72.5)                   | 39.1 (102.4)                  |
| 平均最高気温 °C （°F）             | 7.7 (45.9)                    | 9.0 (48.2)                    | 13.0 (55.4)                   | 19.1 (66.4)                   | 24.4 (75.9)                   | 27.4 (81.3)                   | 31.0 (87.8)                   | 32.8 (91)                     | 28.3 (82.9)                   | 22.2 (72)                     | 16.3 (61.3)                   | 10.3 (50.5)                   | 20.1 (68.2)                   |
| 日平均気温 °C （°F）               | 2.2 (36)                      | 3.3 (37.9)                    | 6.5 (43.7)                    | 12.0 (53.6)                   | 17.5 (63.5)                   | 21.6 (70.9)                   | 25.4 (77.7)                   | 26.4 (79.5)                   | 22.4 (72.3)                   | 15.9 (60.6)                   | 9.7 (49.5)                    | 4.4 (39.9)                    | 14.0 (57.2)                   |
| 平均最低気温 °C （°F）             | −2.0 (28.4)                   | −1.4 (29.5)                   | 0.6 (33.1)                    | 5.2 (41.4)                    | 11.3 (52.3)                   | 16.9 (62.4)                   | 21.5 (70.7)                   | 22.0 (71.6)                   | 17.9 (64.2)                   | 11.1 (52)                     | 4.6 (40.3)                    | −0.1 (31.8)                   | 9.0 (48.2)                    |
| 最低気温記録 °C （°F）             | −13.0 (8.6)                   | −10.5 (13.1)                  | −5.5 (22.1)                   | −3.2 (26.2)                   | 1.6 (34.9)                    | 8.1 (46.6)                    | 15.0 (59)                     | 13.9 (57)                     | 9.1 (48.4)                    | 0.8 (33.4)                    | −3.9 (25)                     | −12.8 (9)                     | −13.0 (8.6)                   |
| 降水量 mm （inch）                 | 60.8 (2.394)                  | 78.4 (3.087)                  | 115.2 (4.535)                 | 117.4 (4.622)                 | 129.8 (5.11)                  | 166.5 (6.555)                 | 205.3 (8.083)                 | 159.5 (6.28)                  | 200.3 (7.886)                 | 162.9 (6.413)                 | 72.9 (2.87)                   | 77.6 (3.055)                  | 1,570.2 (61.819)              |
| 平均降水日数 （≥1.0 mm）           | 10.2                          | 11.4                          | 11.6                          | 10.8                          | 9.8                           | 12.0                          | 12.6                          | 8.9                           | 10.5                          | 9.1                           | 8.2                           | 9.7                           | 125.2                         |
| 平均月間日照時間                   | 103.4                         | 107.4                         | 151.4                         | 179.6                         | 191.9                         | 140.6                         | 142.7                         | 193.4                         | 147.3                         | 142.1                         | 117.8                         | 109.4                         | 1,729.6                       |
| 出典1：Japan Meteorological Agency |                               |                               |                               |                               |                               |                               |                               |                               |                               |                               |                               |                               |                               |
| 出典2：気象庁                      |                               |                               |                               |                               |                               |                               |                               |                               |                               |                               |                               |                               |                               |

| 美山（1991年 - 2020年）の気候      | 美山（1991年 - 2020年）の気候 | 美山（1991年 - 2020年）の気候 | 美山（1991年 - 2020年）の気候 | 美山（1991年 - 2020年）の気候 | 美山（1991年 - 2020年）の気候 | 美山（1991年 - 2020年）の気候 | 美山（1991年 - 2020年）の気候 | 美山（1991年 - 2020年）の気候 | 美山（1991年 - 2020年）の気候 | 美山（1991年 - 2020年）の気候 | 美山（1991年 - 2020年）の気候 | 美山（1991年 - 2020年）の気候 | 美山（1991年 - 2020年）の気候 |
| 月                                 | 1月                           | 2月                           | 3月                           | 4月                           | 5月                           | 6月                           | 7月                           | 8月                           | 9月                           | 10月                          | 11月                          | 12月                          | 年                            |
| ---------------------------------- | ----------------------------- | ----------------------------- | ----------------------------- | ----------------------------- | ----------------------------- | ----------------------------- | ----------------------------- | ----------------------------- | ----------------------------- | ----------------------------- | ----------------------------- | ----------------------------- | ----------------------------- |
| 最高気温記録 °C （°F）             | 16.9 (62.4)                   | 21.1 (70)                     | 25.1 (77.2)                   | 29.8 (85.6)                   | 32.7 (90.9)                   | 35.1 (95.2)                   | 37.7 (99.9)                   | 37.2 (99)                     | 36.2 (97.2)                   | 30.8 (87.4)                   | 26.7 (80.1)                   | 21.8 (71.2)                   | 37.7 (99.9)                   |
| 平均最高気温 °C （°F）             | 6.2 (43.2)                    | 7.0 (44.6)                    | 11.5 (52.7)                   | 17.8 (64)                     | 22.9 (73.2)                   | 25.8 (78.4)                   | 29.7 (85.5)                   | 31.2 (88.2)                   | 26.6 (79.9)                   | 20.9 (69.6)                   | 15.2 (59.4)                   | 9.2 (48.6)                    | 18.7 (65.7)                   |
| 日平均気温 °C （°F）               | 1.7 (35.1)                    | 2.1 (35.8)                    | 5.6 (42.1)                    | 11.1 (52)                     | 16.2 (61.2)                   | 20.3 (68.5)                   | 24.3 (75.7)                   | 25.2 (77.4)                   | 21.2 (70.2)                   | 15.1 (59.2)                   | 9.4 (48.9)                    | 4.2 (39.6)                    | 13.0 (55.4)                   |
| 平均最低気温 °C （°F）             | −1.3 (29.7)                   | −1.5 (29.3)                   | 0.7 (33.3)                    | 5.0 (41)                      | 10.4 (50.7)                   | 15.8 (60.4)                   | 20.5 (68.9)                   | 21.0 (69.8)                   | 17.1 (62.8)                   | 11.0 (51.8)                   | 5.2 (41.4)                    | 0.7 (33.3)                    | 8.7 (47.7)                    |
| 最低気温記録 °C （°F）             | −11.2 (11.8)                  | −11.8 (10.8)                  | −8.7 (16.3)                   | −3.3 (26.1)                   | 1.3 (34.3)                    | 4.2 (39.6)                    | 11.9 (53.4)                   | 12.8 (55)                     | 6.7 (44.1)                    | 1.3 (34.3)                    | −3.7 (25.3)                   | −6.7 (19.9)                   | −11.8 (10.8)                  |
| 降水量 mm （inch）                 | 140.3 (5.524)                 | 128.5 (5.059)                 | 139.5 (5.492)                 | 121.9 (4.799)                 | 149.7 (5.894)                 | 177.1 (6.972)                 | 205.1 (8.075)                 | 148.8 (5.858)                 | 202.3 (7.965)                 | 161.7 (6.366)                 | 107.3 (4.224)                 | 126.3 (4.972)                 | 1,808.3 (71.193)              |
| 降雪量 cm （inch）                 | 73 (28.7)                     | 73 (28.7)                     | 9 (3.5)                       | 0 (0)                         | 0 (0)                         | 0 (0)                         | 0 (0)                         | 0 (0)                         | 0 (0)                         | 0 (0)                         | 0 (0)                         | 26 (10.2)                     | 179 (70.5)                    |
| 平均降水日数 （≥1.0 mm）           | 17.9                          | 16.2                          | 15.4                          | 11.9                          | 11.3                          | 12.6                          | 12.7                          | 9.2                           | 12.0                          | 11.4                          | 12.3                          | 16.1                          | 159.1                         |
| 平均月間日照時間                   | 74.1                          | 85.3                          | 124.1                         | 168.2                         | 184.3                         | 129.9                         | 136.9                         | 177.1                         | 126.5                         | 128.5                         | 109.5                         | 88.0                          | 1,533.8                       |
| 出典1：Japan Meteorological Agency |                               |                               |                               |                               |                               |                               |                               |                               |                               |                               |                               |                               |                               |
| 出典2：気象庁                      |                               |                               |                               |                               |                               |                               |                               |                               |                               |                               |                               |                               |                               |

## 人口
平成22年国勢調査より前回調査からの人口増減をみると、4.13%減の35,220人であり、増減率は府下26市町村中15位、36行政区域中24位。
| |                                        |  |
| 南丹市と全国の年齢別人口分布（2005年） | 南丹市の年齢・男女別人口分布（2005年） |  |
| ■紫色 ― 南丹市 ■緑色 ― 日本全国 | ■青色 ― 男性 ■赤色 ― 女性              |  |
| 南丹市（に相当する地域）の人口の推移 \| 1970年（昭和45年） \| 39,318人 \| \| \| 1975年（昭和50年） \| 38,409人 \| \| \| 1980年（昭和55年） \| 38,215人 \| \| \| 1985年（昭和60年） \| 37,709人 \| \| \| 1990年（平成2年） \| 36,693人 \| \| \| 1995年（平成7年） \| 37,841人 \| \| \| 2000年（平成12年） \| 37,617人 \| \| \| 2005年（平成17年） \| 36,736人 \| \| \| 2010年（平成22年） \| 35,214人 \| \| \| 2015年（平成27年） \| 33,145人 \| \| \| 2020年（令和2年） \| 31,629人 \| \| |                                        |  |
| 総務省統計局 国勢調査より |                                        |  |
| 1970年（昭和45年） | 39,318人                               |  |
| 1975年（昭和50年） | 38,409人                               |  |
| 1980年（昭和55年） | 38,215人                               |  |
| 1985年（昭和60年） | 37,709人                               |  |
| 1990年（平成2年） | 36,693人                               |  |
| 1995年（平成7年） | 37,841人                               |  |
| 2000年（平成12年） | 37,617人                               |  |
| 2005年（平成17年） | 36,736人                               |  |
| 2010年（平成22年） | 35,214人                               |  |
| 2015年（平成27年） | 33,145人                               |  |
| 2020年（令和2年） | 31,629人                               |  |

2025年現在、人口は合併時から維持してきた3万人を切っている事態となっている。
市勢
- 人口: 35,102人
  - 男性: 16,967人
  - 女性: 18,135人
- 世帯数: 12,560世帯
- 人口密度: 56.95人/km2

（2010年1月1日現在）

## 歴史

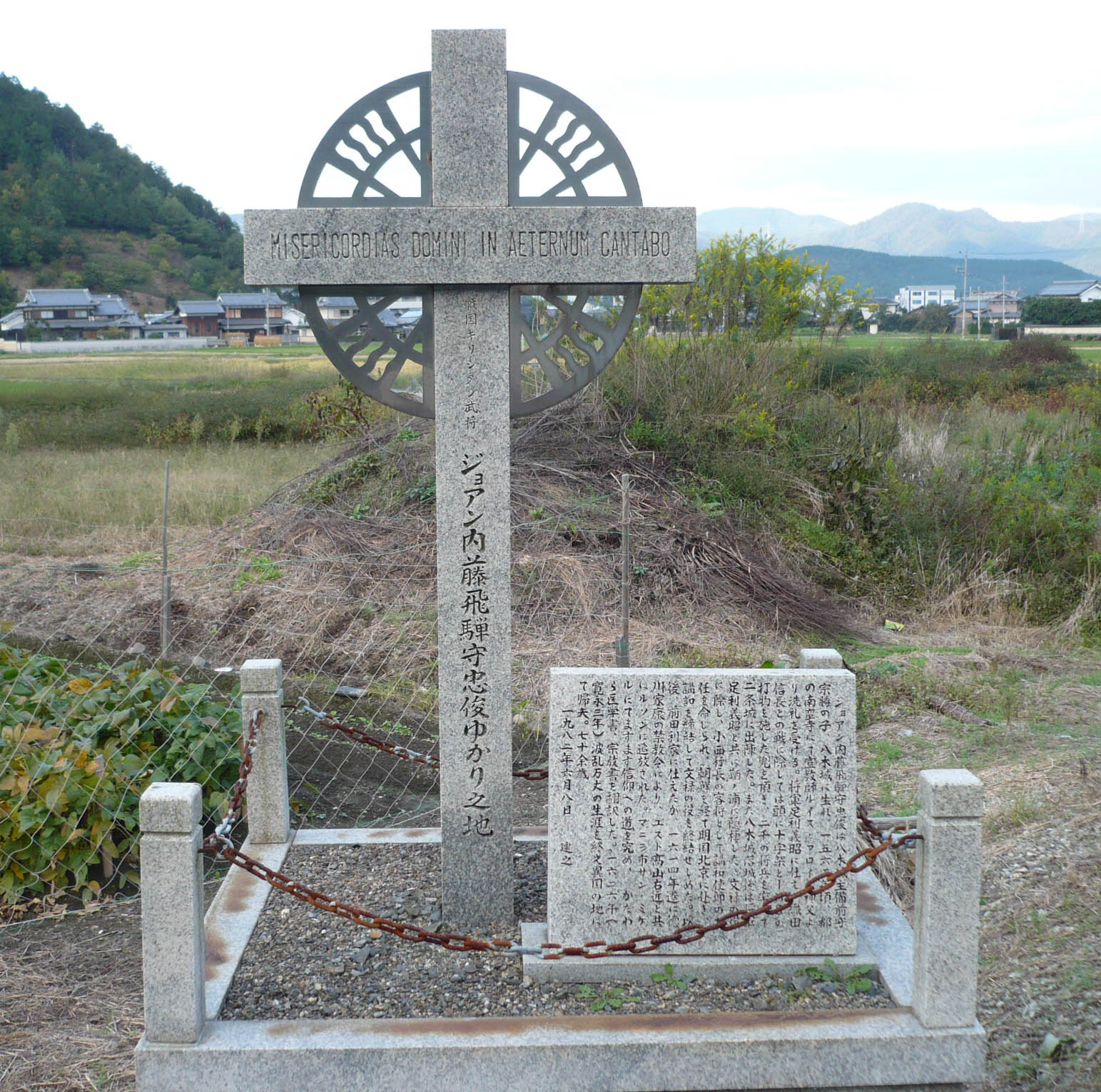
八木城にある内藤如安ゆかりの石碑

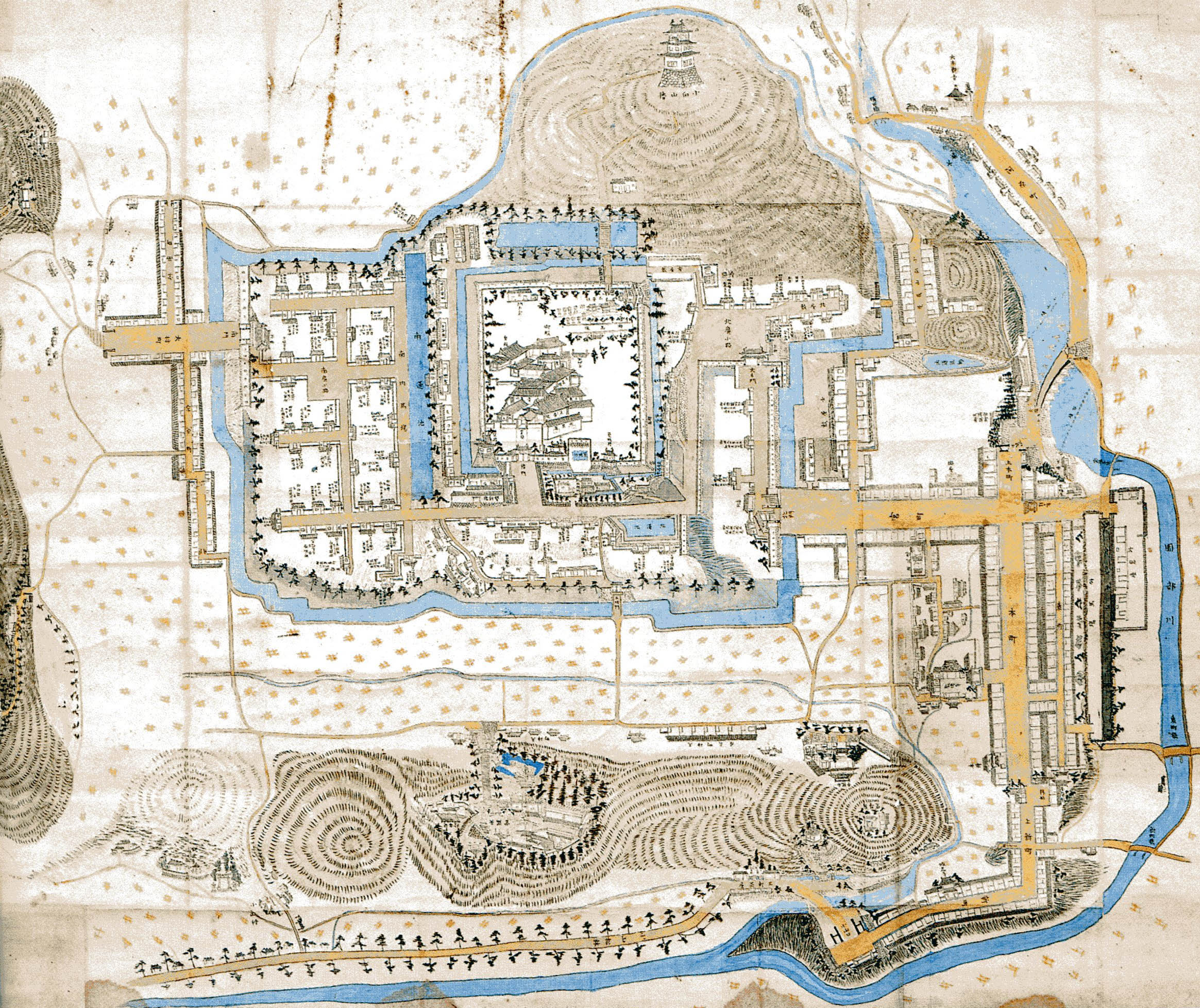
園部城城下町

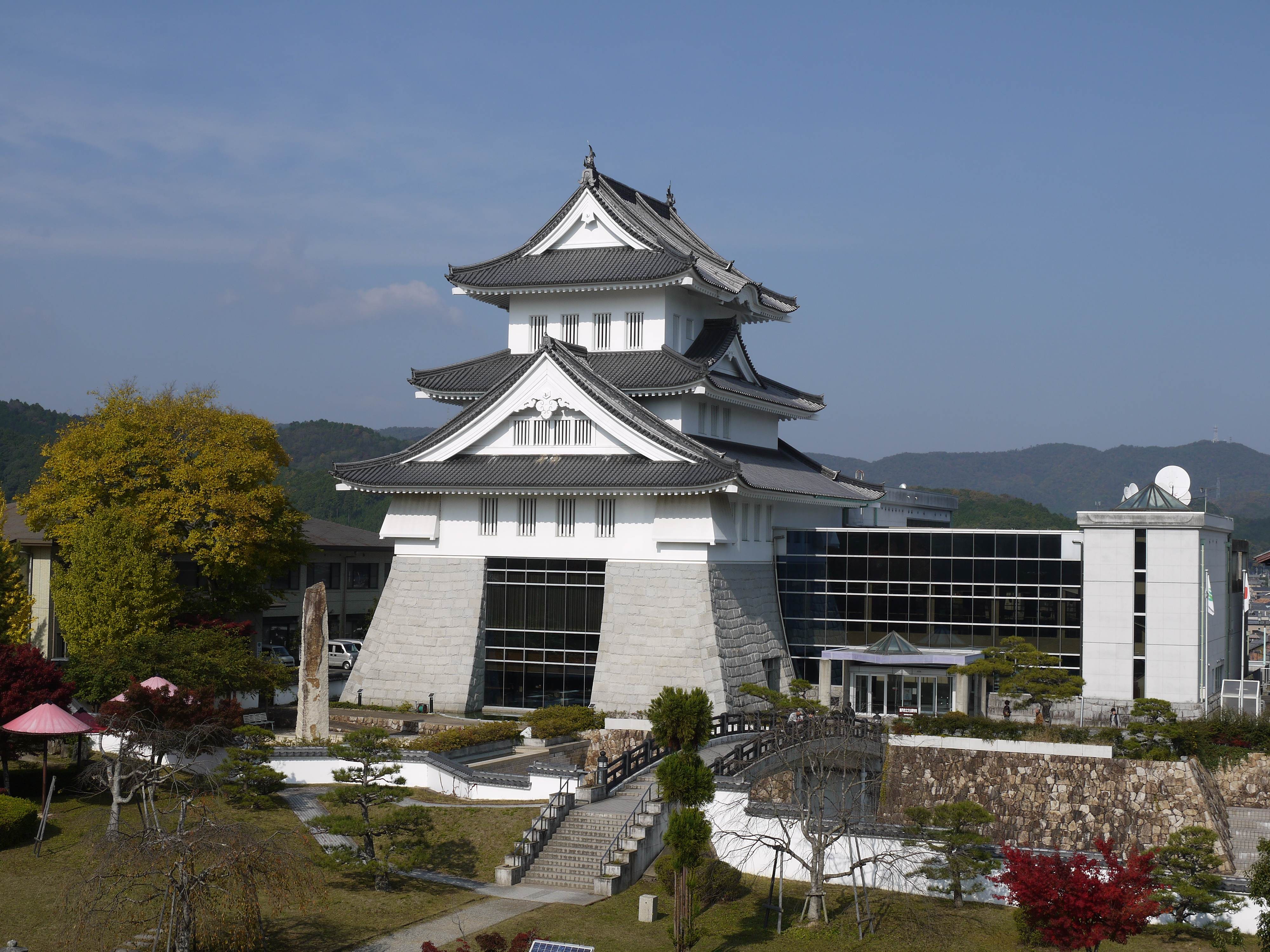
園部城模擬天守

### 古代
異説もあるが、八木地区に丹波国府が置かれたり、今では地名となっている氷室があったりするなど古くから中央律令政府とつながりが深かった。
それは恐らく桂川水運が深く関係しているのだろうと思われる。

### 中世
室町時代
室町時代にも、守護細川家の守護所として八木城が築かれ丹波一円の政務を総覧し、丹波国政の中心地となった。
戦国時代
戦国時代には八木に守護代内藤氏、美山地区に秦氏の末裔とされる川勝氏が割拠した。
キリシタン武士として名高い内藤如安も、この守護代内藤氏の末裔でもある。
八木城は内藤氏が滅ぼされた後は廃城となった。

### 近世
江戸時代
- 元和5年（1619年）- 小出吉親が園部に封じられ、園部城を改築、園部藩を立藩した。

南丹市の中心部園部は明治維新まで園部藩・小出氏の城下町として発展し、以後幕末に至るまで小出氏がこの地を治めた。
歴代藩主は桂川の治水に尽力し、園部藩の発展に尽くした。吉親の祖先の小出吉政は豊臣秀吉の従兄弟という豊臣家の親族であったが、園部藩からは徳川幕府の幕閣も輩出している。

### 近代
廃藩置県後は園部県、のち京都府に編成される。

### 現代
平成
- 2001年（平成13年）8月9日 - 京都府中部の1市8町で「京都中部地域行政改革推進会議」を設立。
  - 亀岡市をはじめ、京都市に編入合併された京北町、また京丹波町の合併に参加した3町も含まれていた。
- 2004年（平成16年）4月1日 - 後に南丹市となる4町が参加した「園部町・八木町・日吉町・美山町合併協議会」が発足。会長に園部町長の野中一二三（のなか かずみ）が就任。
- 2005年（平成17年）
  - 3月13日 - 合併協定調印式を開催。
  - 3月30日 - 京都府知事に対し、廃置分合申請を行う。
  - 8月12日 - 官報に総務省から総務大臣名義で南丹市設置の告示。
  - 11月21日 - 最後の協議会に当たる第12回合併協議会が園部町の園部国際交流会館で開催される。
  - 12月31日 - 合併協議会解散。
- 2006年（平成18年）1月1日 - 南丹市が発足。これにより、北桑田郡は消滅。

令和
- 2019年（令和元年）9月18日 - 第126代天皇徳仁即位に伴う令和の大嘗祭の際に使われる神饌を収穫する斎田「主基田」に南丹市八木町氷所新東畑の水田が選ばれる[7]。

## 政治

### 行政

#### 市長
- 西村良平（にしむら りょうへい） - 2018年（平成30年）4月30日に就任。任期満了日は2026年4月29日。

歴代市長
| 代 | 氏名       | 就任年月日                | 退任年月日                | 備考 |
| -- | ---------- | ------------------------- | ------------------------- | --- |
| 1  | 中川圭一   | 2006年（平成18年）2月20日 | 2006年（平成18年）3月22日 | 就任の1か月後、公職選挙法違反の疑いで逮捕され、辞職した。 |
| 2  | 佐々木稔納 | 2006年（平成18年）4月30日 | 2018年（平成30年）4月29日 | 旧4町の首長陣、野中広務らの推薦を受けるなか、2006年4月30日に初就任。3期務めた。任期満了日は2018年（平成30年）4月29日。無所属。園部町出身。旧職は園部町収入役。 |
| 3  | 西村良平   | 2018年（平成30年）4月30日 | （現職）                  | |

#### 役所
市役所は、旧園部町役場を使用している。本庁の庁舎・駐車場は1998年（平成10年）までは園部町立園部小学校校舎・体育館・運動場だった。小学校の移築に伴い、空き校舎となり一時は老人福祉施設として活用され、その後、園部町役場として使用される。
支所一覧
- 園部支所（2007年7月31日廃止、事務は8月1日組織再編により本庁に統合）
- 八木支所
- 日吉支所
- 美山支所

### 議会

#### 市議会
南丹市議会
- 定数：22名
- 任期：平成26年2月19日〜平成30年2月18日

#### 府議会
京都府議会
- 定数：1名（南丹市・船井郡選挙区）
- 任期：2015年（平成27年）4月30日 - 2019年（平成31年）4月29日

#### 国会
衆議院
- 任期：2017年（平成29年）10月22日 - 2021年（令和3年）10月21日（「第48回衆議院議員総選挙」参照）

| 選挙区                                                      | 議員名   | 党派名     | 当選回数 | 備考   |
| ----------------------------------------------------------- | -------- | ---------- | -------- | ------ |
| 京都府第4区（亀岡市、京都市右京区・西京区、南丹市、船井郡） | 田中英之 | 自由民主党 | 3        | 選挙区 |

## 出先機関・施設

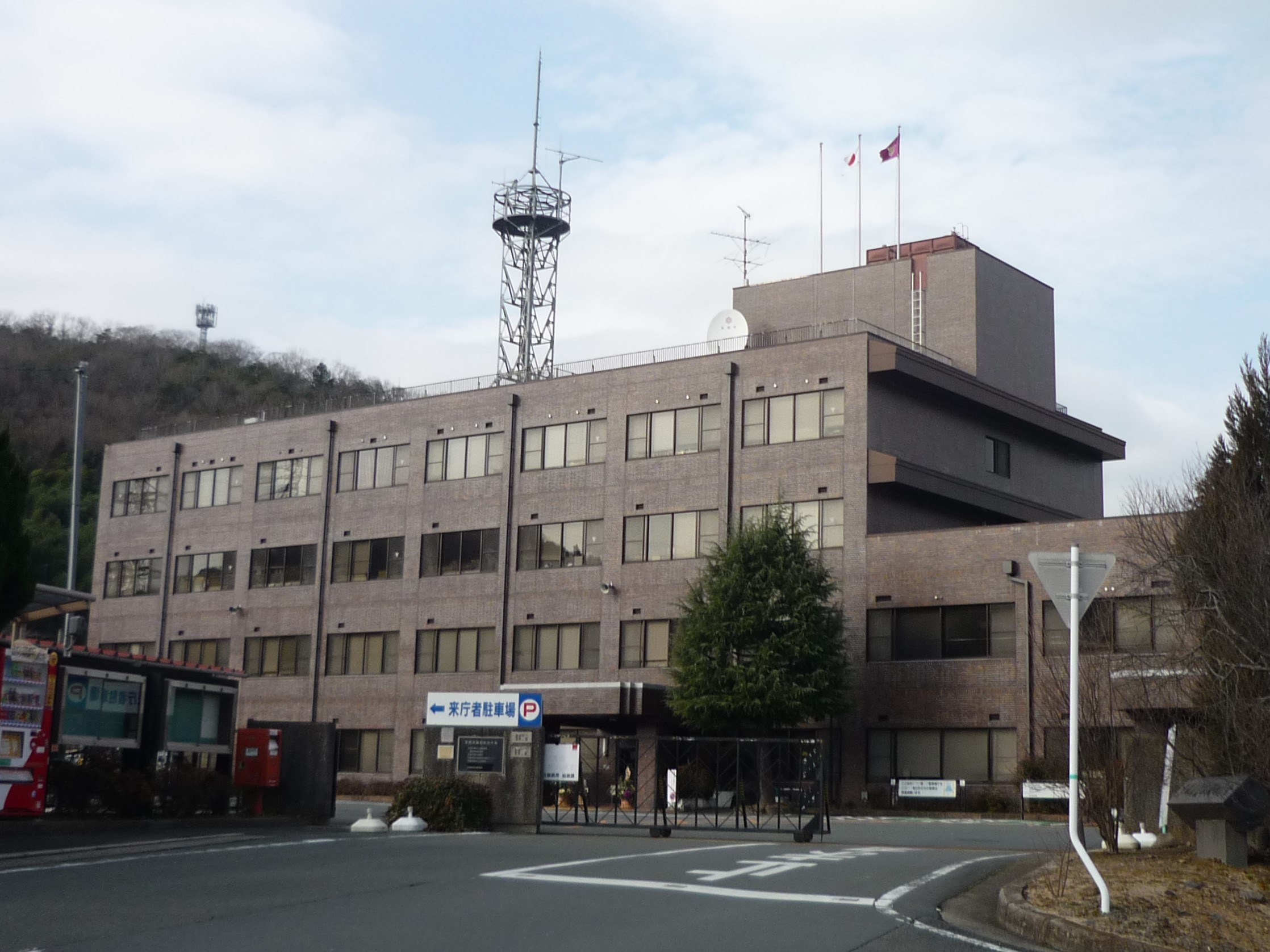
園部総合庁舎

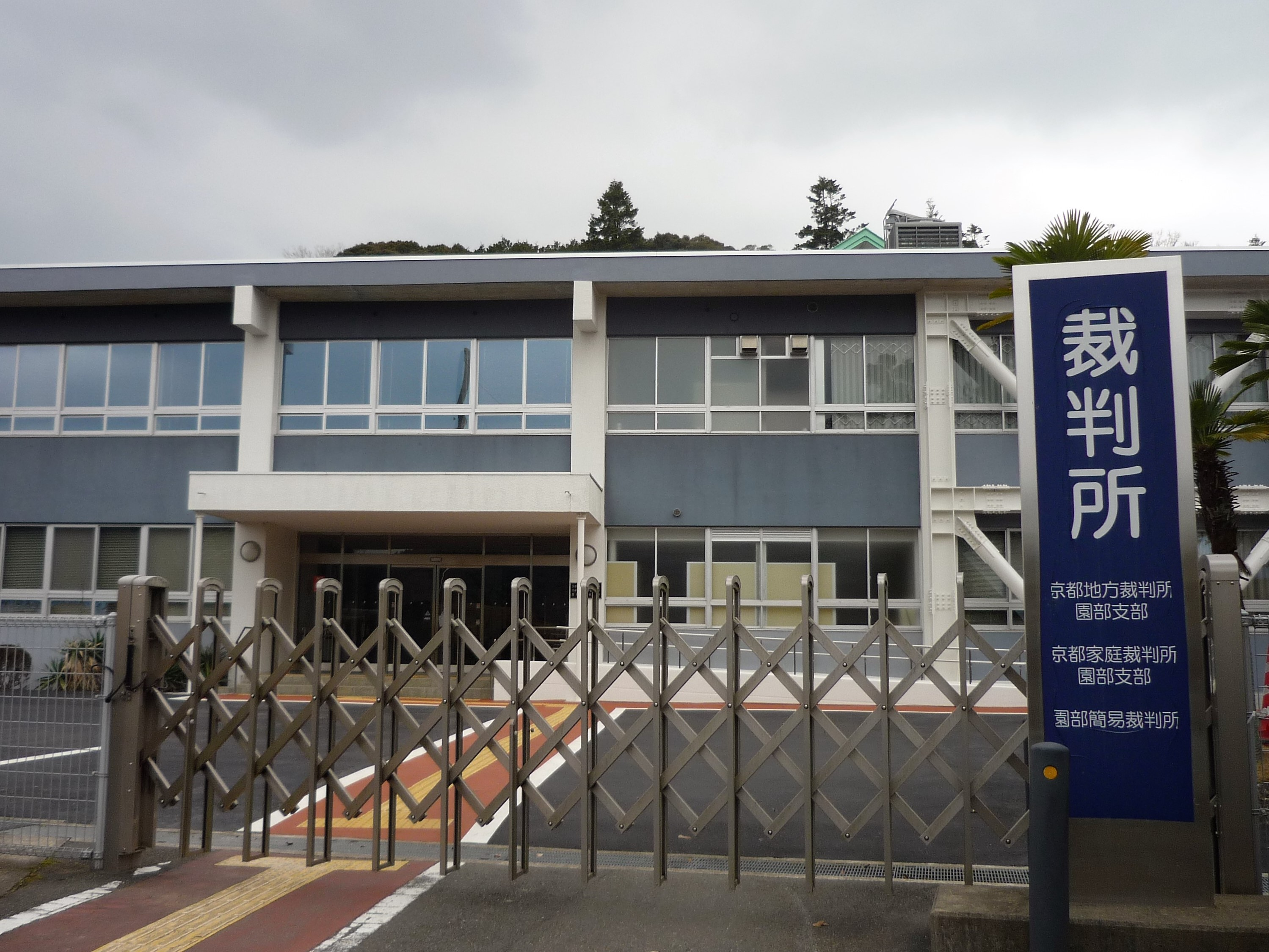
園部簡易裁判所

### 国家機関

#### 厚生労働省
- 京都労働局
  - 園部労働基準監督書
  - 京都西陣公共職業安定所園部出張所（ハローワーク）

#### 財務省
国税庁
- 大阪国税局 園部税務署

#### 法務省
- 京都地方法務局 園部支局

検察庁
- 京都地方検察庁園部支部 園部区検察庁

#### 裁判所
- 園部簡易裁判所

### 施設

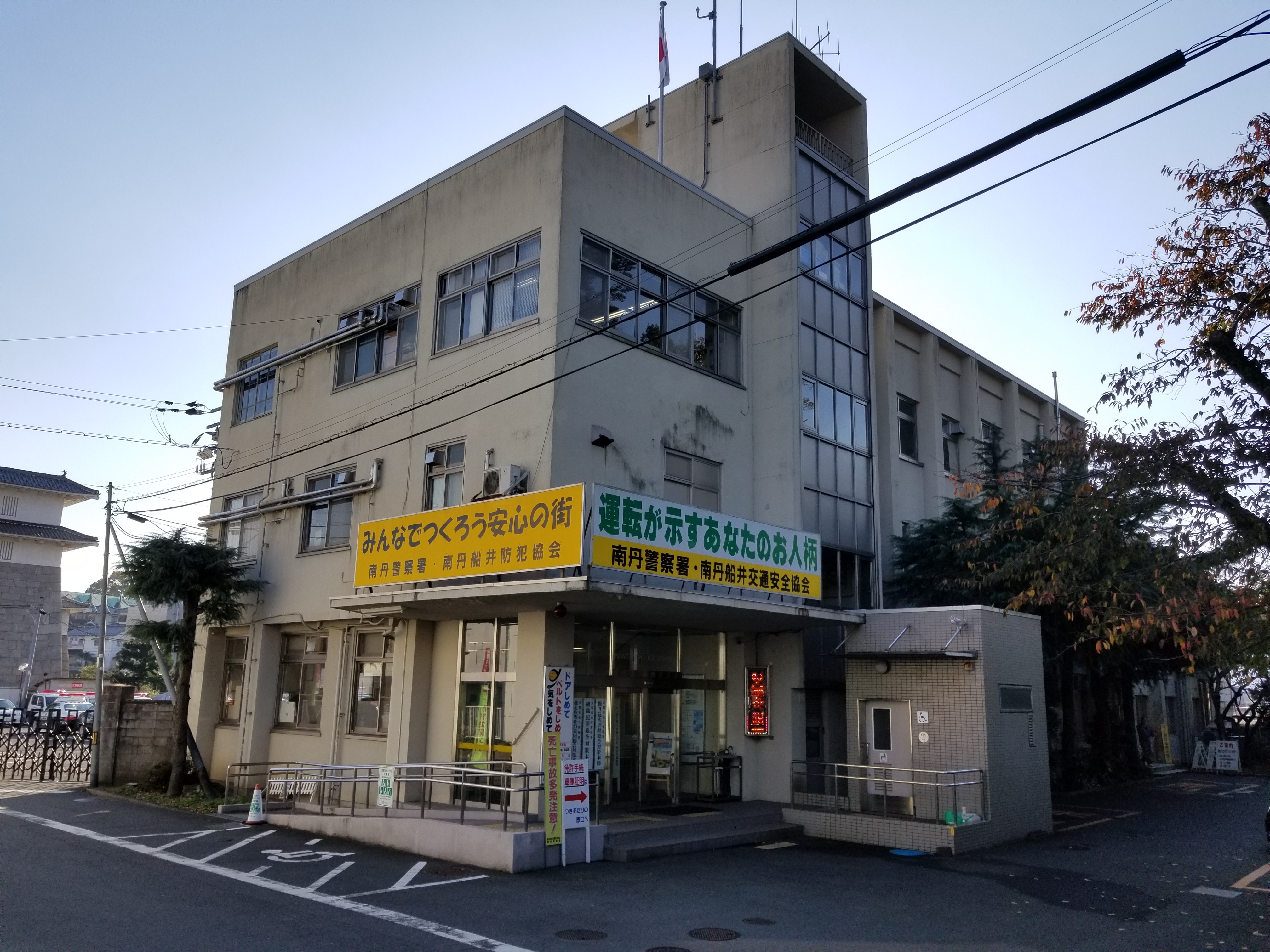
南丹警察署

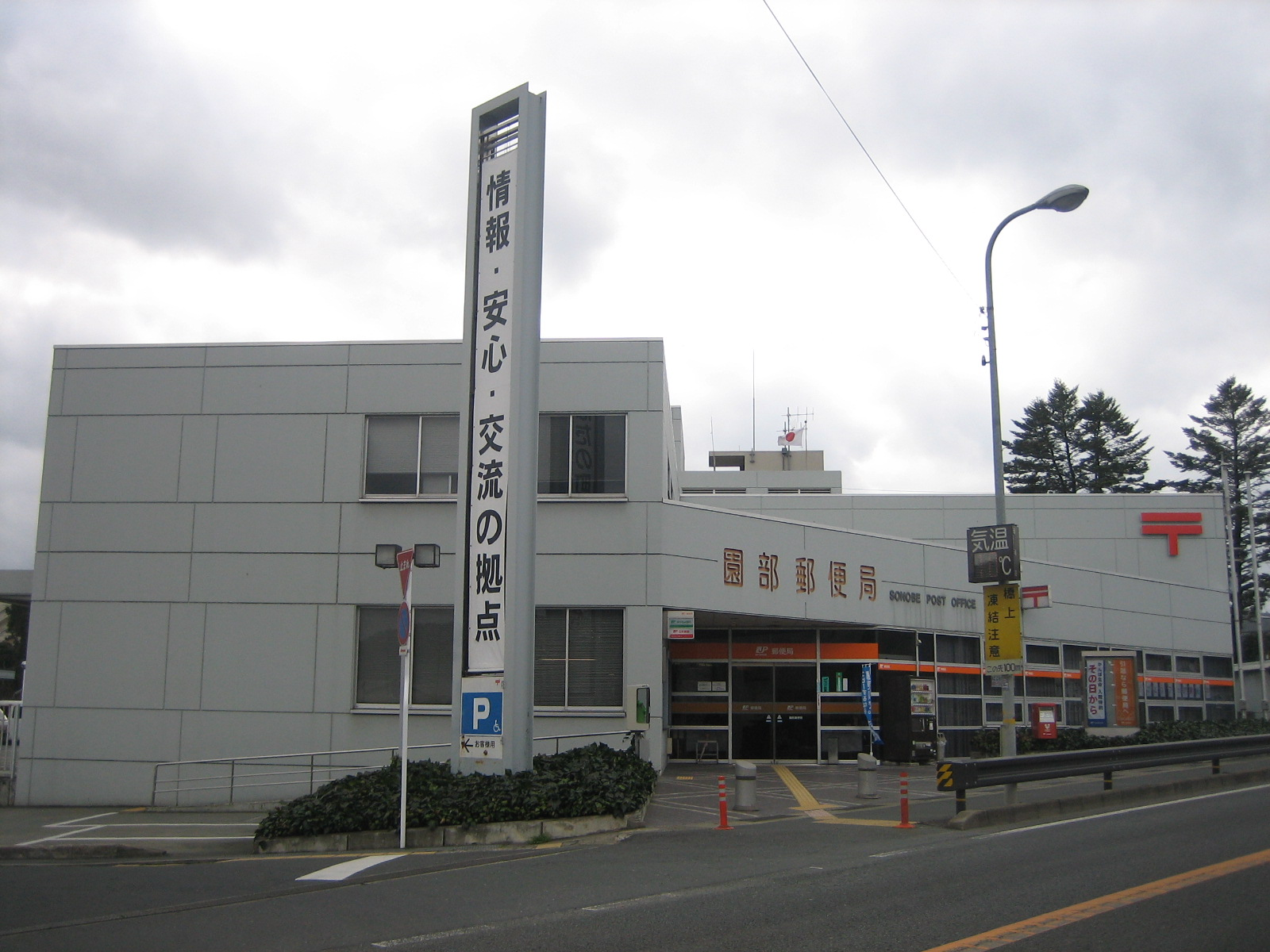
園部郵便局

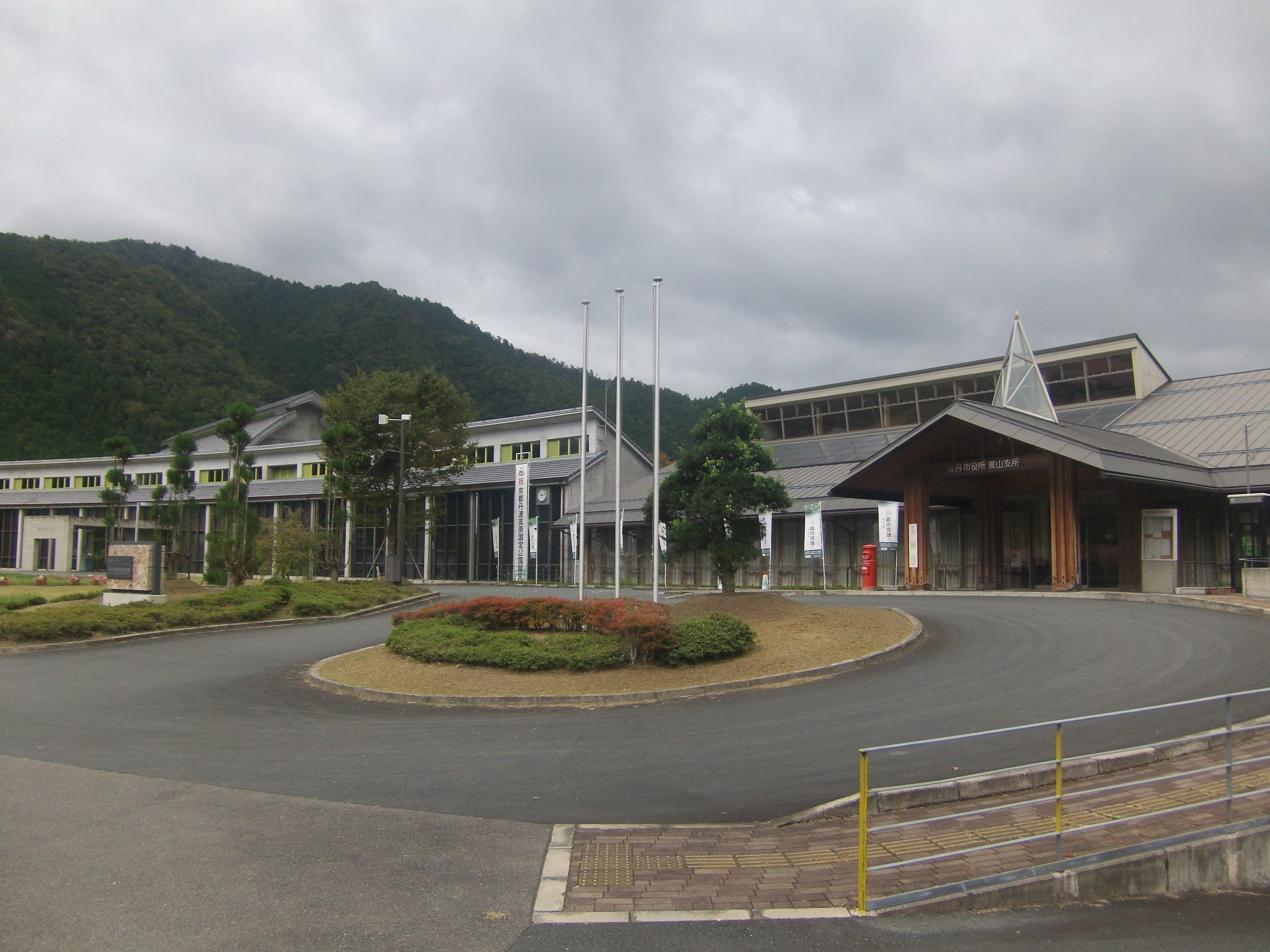
美山文化ホール(左)と市役所美山支所(右)

#### 警察
本部
- 京都府警察 南丹警察署

※美山町は2006年4月1日まで京北警察署の所轄であったが、京都府警察の警察署再編計画により京北警察署は廃止され、美山町は園部警察署の所轄に編入された。同時に南丹警察署に署名変更。
交番
- 八木交番（南丹市八木町八木）
- 園部駅前交番（南丹市園部町小山東町溝辺）

駐在所
- 摩気駐在所（南丹市園部町船阪）
- 西本梅駐在所（南丹市園部町南八田）
- 観音寺駐在所（南丹市八木町観音寺）
- 室橋駐在所（南丹市八木町室橋）
- 殿田駐在所（南丹市日吉町殿田）
- 胡麻駐在所（南丹市日吉町胡麻）
- 保野田駐在所（南丹市日吉町保野田）
- 宮島駐在所（南丹市美山町静原）
- 知井駐在所（南丹市美山町中穴原）
- 平屋駐在所（南丹市美山町上平屋奥谷）
- 鶴ケ岡駐在所（南丹市美山町鶴ケ岡橋戸）
- 大野駐在所（南丹市美山町三埜後田）
- 宮脇駐在所（南丹市美山町宮脇中道）

#### 消防
本部
- 京都中部広域消防組合

消防署
- 園部消防署（南丹市園部町上木崎町大将軍19番地9）

出張所
- 八木（南丹市八木町八木河原20番地30）
- 日吉（南丹市日吉町胡麻イカガヘラ13番地9）
- 美山（南丹市美山町静原石橋8番地）

#### 医療・福祉
主な病院
- 京都中部総合医療センター
- 明治国際医療大学附属病院

救命医養成所団体
- 全国救急救命士教育施設協議会

児童自立支援施設
- 京都府立淇陽学校

#### 郵便局
主な郵便局
- 園部郵便局 - 622-00xx、629-01xx、629-02xx
- 美山郵便局 - 601-07xx
- 園部船阪郵便局
- 日吉郵便局 - 629-03xx
- 日吉四ツ谷郵便局
- 美山中郵便局 - 601-07xx
- 美山虹の湖郵便局
- 船岡簡易郵便局
- 神吉郵便局
- 鶴ケ岡郵便局
- 埴生郵便局
- 平屋郵便局
- 胡麻郵便局
- 吉富郵便局
- 八木郵便局

#### 文化施設
図書館
- 南丹市図書館
  - 中央図書館
  - 八木図書館
  - 日吉図書館
  - 美山図書館

博物館
- 南丹市文化博物館
- 南丹市日吉町郷土資料館

#### 交流施設
- 南丹市国際交流会館
- 南丹市園部中央公民館 アスエルそのべ
- 南丹市八木市民センター iスタやぎ
- 南丹市日吉生涯学習センター 遊youひよし
- 南丹市美山文化ホール

## 対外関係

### 姉妹都市・提携都市

#### 国内
災害時応援協定
| 都市名         | 都道府県 | 地方名   | 提携年月日               |
| -------------- | -------- | -------- | ------------------------ |
| 丹波市         | 兵庫県   | 近畿地方 | 2014年（平成26年）5月9日 |
| 丹波篠山市     | 兵庫県   | 近畿地方 | 2014年（平成26年）5月9日 |
| 福知山市       | 京都府   | 近畿地方 | 2014年（平成26年）5月9日 |
| 亀岡市         | 京都府   | 近畿地方 | 2014年（平成26年）5月9日 |
| 綾部市         | 京都府   | 近畿地方 | 2014年（平成26年）5月9日 |
| 船井郡京丹波町 | 京都府   | 近畿地方 | 2014年（平成26年）5月9日 |

#### 海外
姉妹都市
| 都市名     | 国名                 | 地域名       | 提携年月日                             |
| ---------- | -------------------- | ------------ | -------------------------------------- |
| マニラ市   | フィリピン共和国     | マニラ首都圏 | 1985年（昭和60年）8月 - 旧八木町と提携 |
| クルーサ市 | ニュージーランド王国 | オタゴ地方   | 2002年（平成14年）- 旧日吉町と提携     |

## 経済

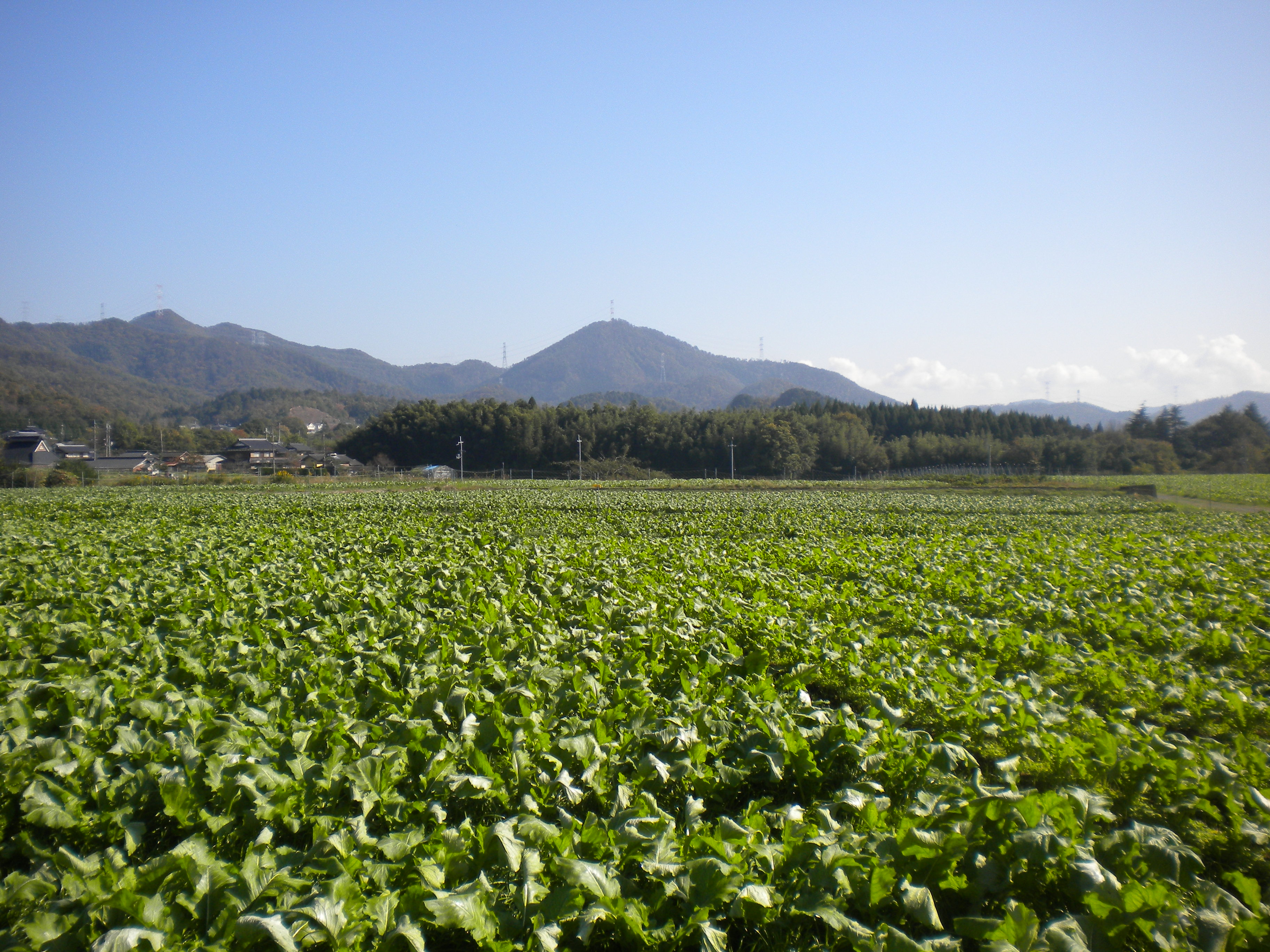
胡麻にある葉物野菜畑

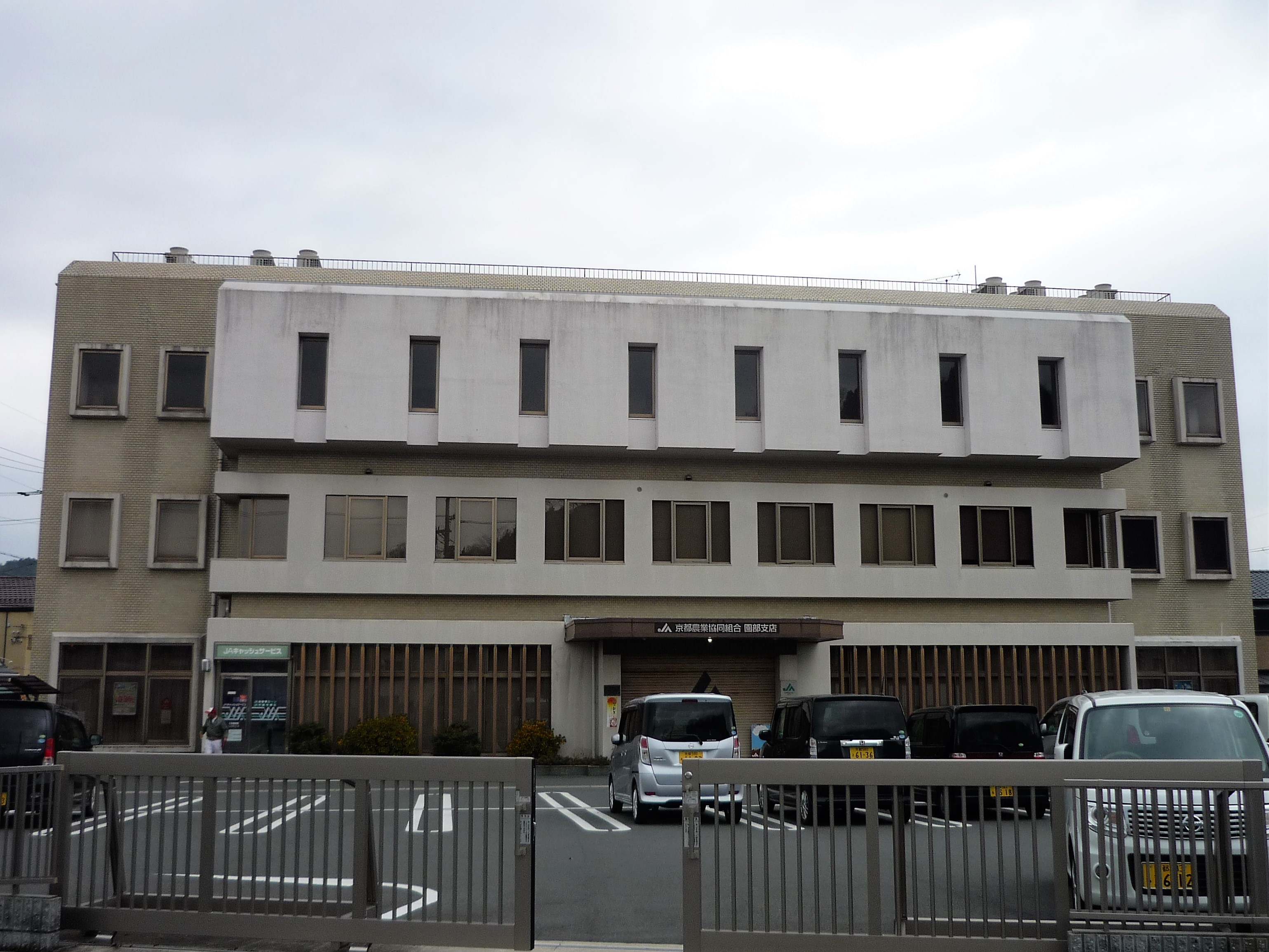
JA京都 園部支店

### 第一次産業

#### 農業
- 京野菜（主に水菜）や水稲（キヌヒカリ）

農業協同組合
- 京都農業協同組合（JA京都）園部支店

#### 林業
- 北山杉

### 本社を置く主な企業
- 男前豆腐店本社・京都工場
- 南丹市情報センター（ケーブルテレビ局）

### 拠点を置く主な企業
- 湖池屋京都工場（ポテトチップス工場）
- ジヤトコ八木地区
- 虎屋京都工場
- 雪印メグミルク京都工場池上製造所
- 雪印メグミルク京都工場
- ユニチカスパークライト日吉工場
- ライフドリンク カンパニー 美山工場 [8]

### 金融機関
- 京都銀行　美山支店、八木支店、園部支店
- 京都信用金庫　八木支店、園部支店
- 京都農業協同組合　美山支店、八木支店、園部支店、日吉支店

## 教育・研究機関

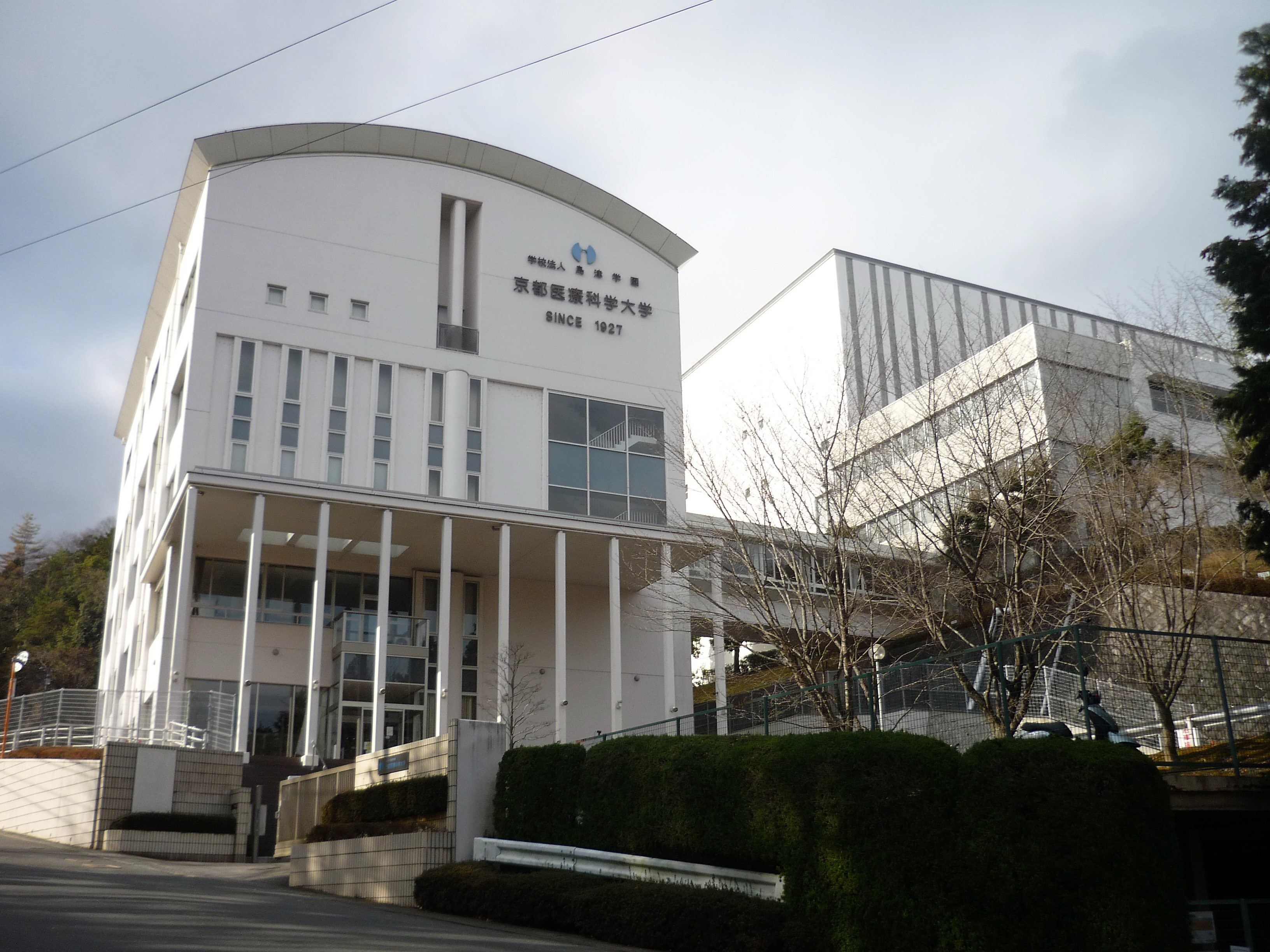
京都医療科学大学

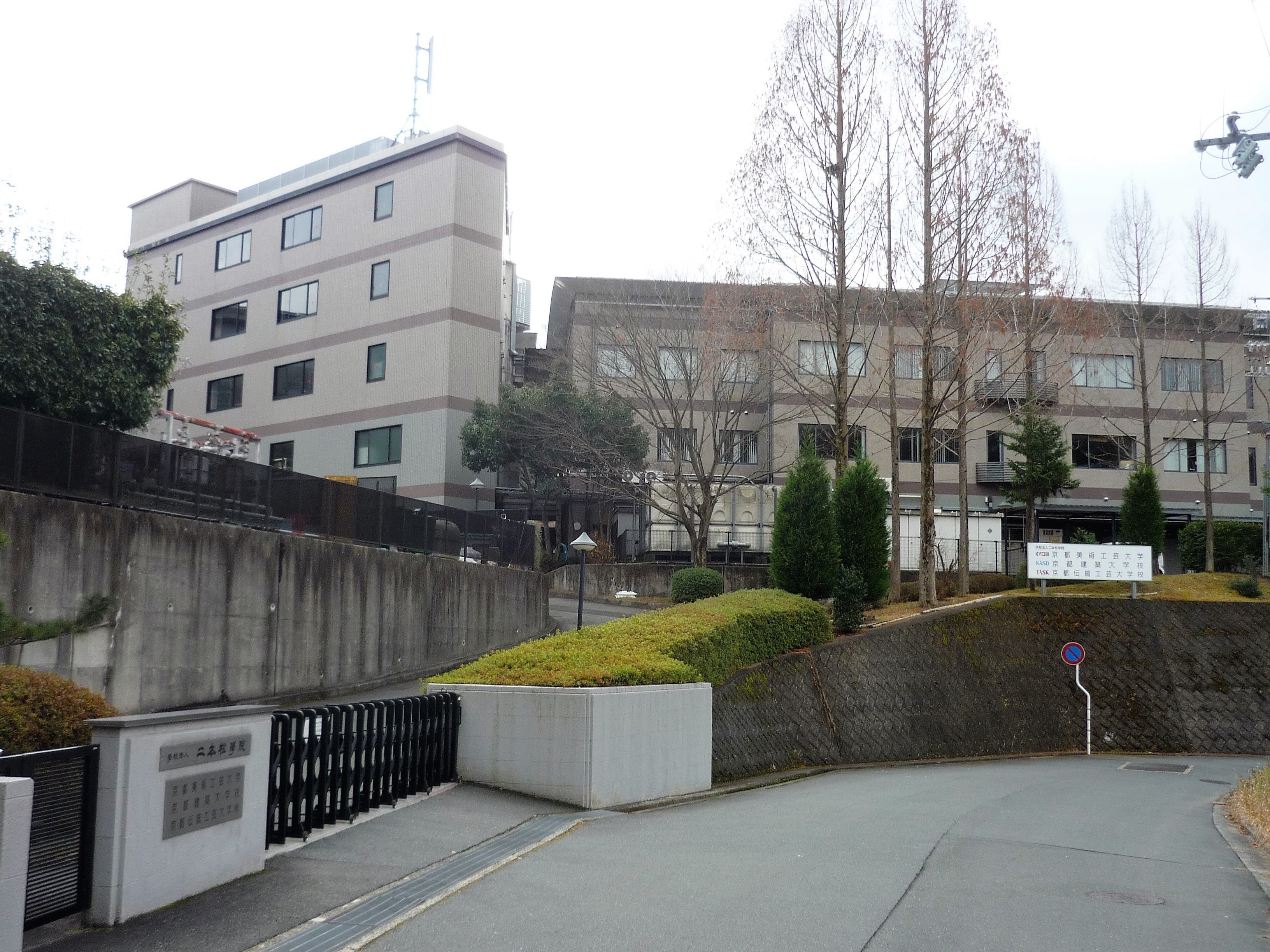
京都美術工芸大学

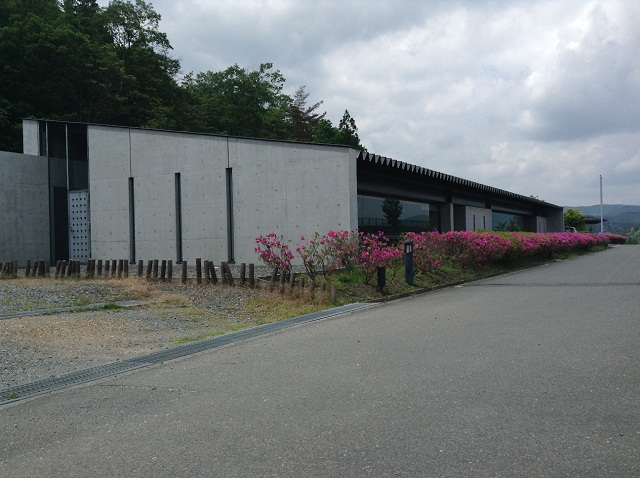
佛教大学 園部キャンパス

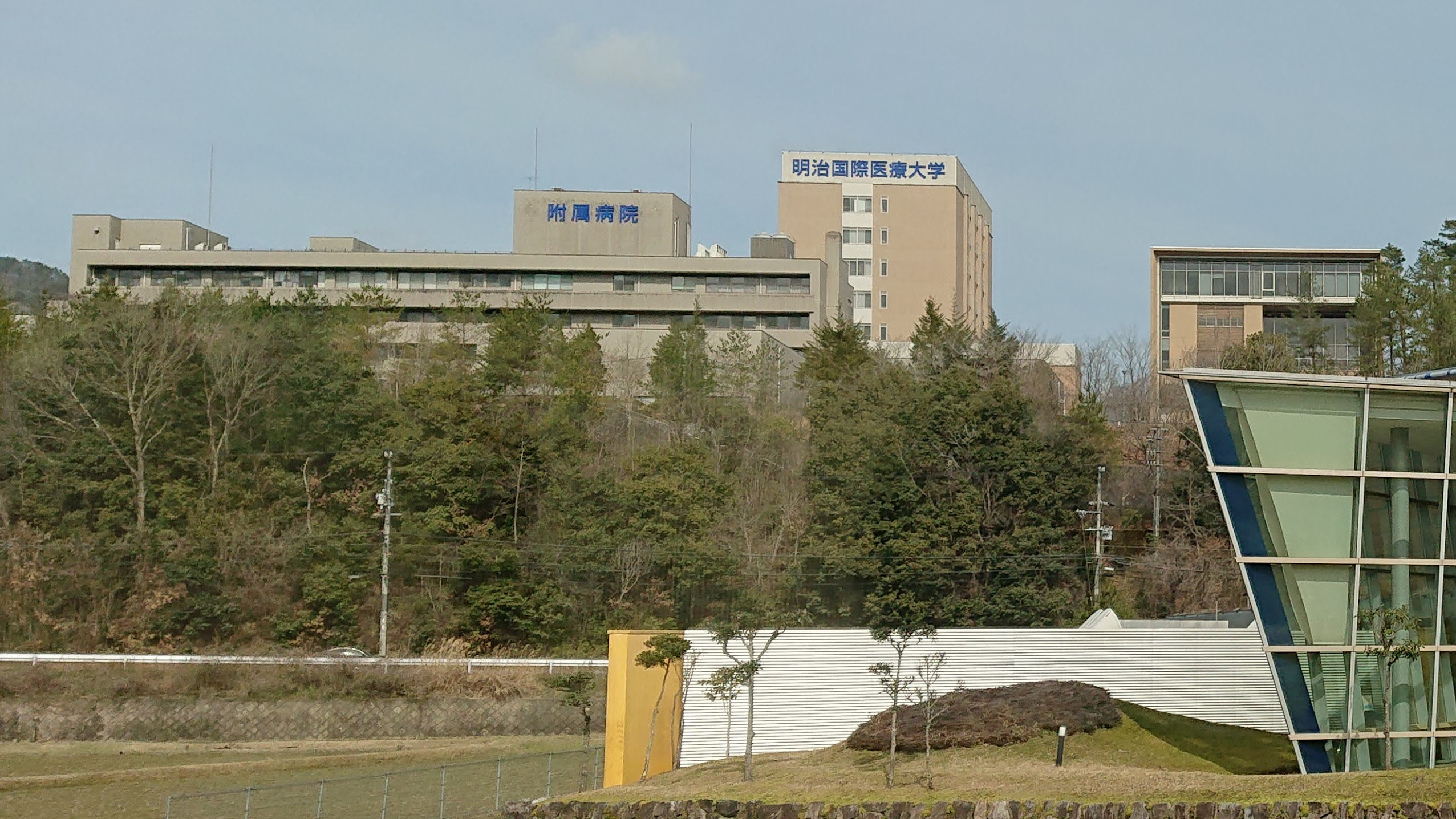
明治国際医療大学

### 大学
国立
- 京都大学 芦生研究林

府立
- 京都府立大学 大野演習林
- 京都府立大学 日吉演習林

私立
- 京都医療科学大学
- 京都医療技術短期大学
- 京都美術工芸大学
- 佛教大学 園部キャンパス
- 明治国際医療大学（旧: 明治鍼灸大学）- 附属病院も併設

### 専修学校
私立
- 京都建築大学校（旧: 京都国際建築技術専門学校）
- 京都伝統工芸大学校（旧: 京都伝統工芸専門学校）

### 高等学校
府立
- 京都府立園部高等学校
- 京都府立農芸高等学校
- 京都府立北桑田高等学校美山分校

私立
- 京都聖カタリナ高等学校 看護科5年一貫課程
  - 京都美山高等学校の美山町の校舎は閉鎖。現在は京都市内にインターネット通信制の校舎がある。

### 中学校
市立
- 南丹市立園部中学校
- 南丹市立八木中学校
- 南丹市立殿田中学校
- 南丹市立美山中学校
- 南丹市立桜が丘中学校

府立
- 府立園部高校附属中学校

### 小学校
市立
- 南丹市立園部小学校
- 南丹市立園部第二小学校
- 南丹市立八木西小学校
- 南丹市立八木東小学校
- 南丹市立殿田小学校
- 南丹市立胡麻郷小学校
- 南丹市立美山小学校

### 特別支援学校
府立
- 京都府立丹波支援学校

## 交通

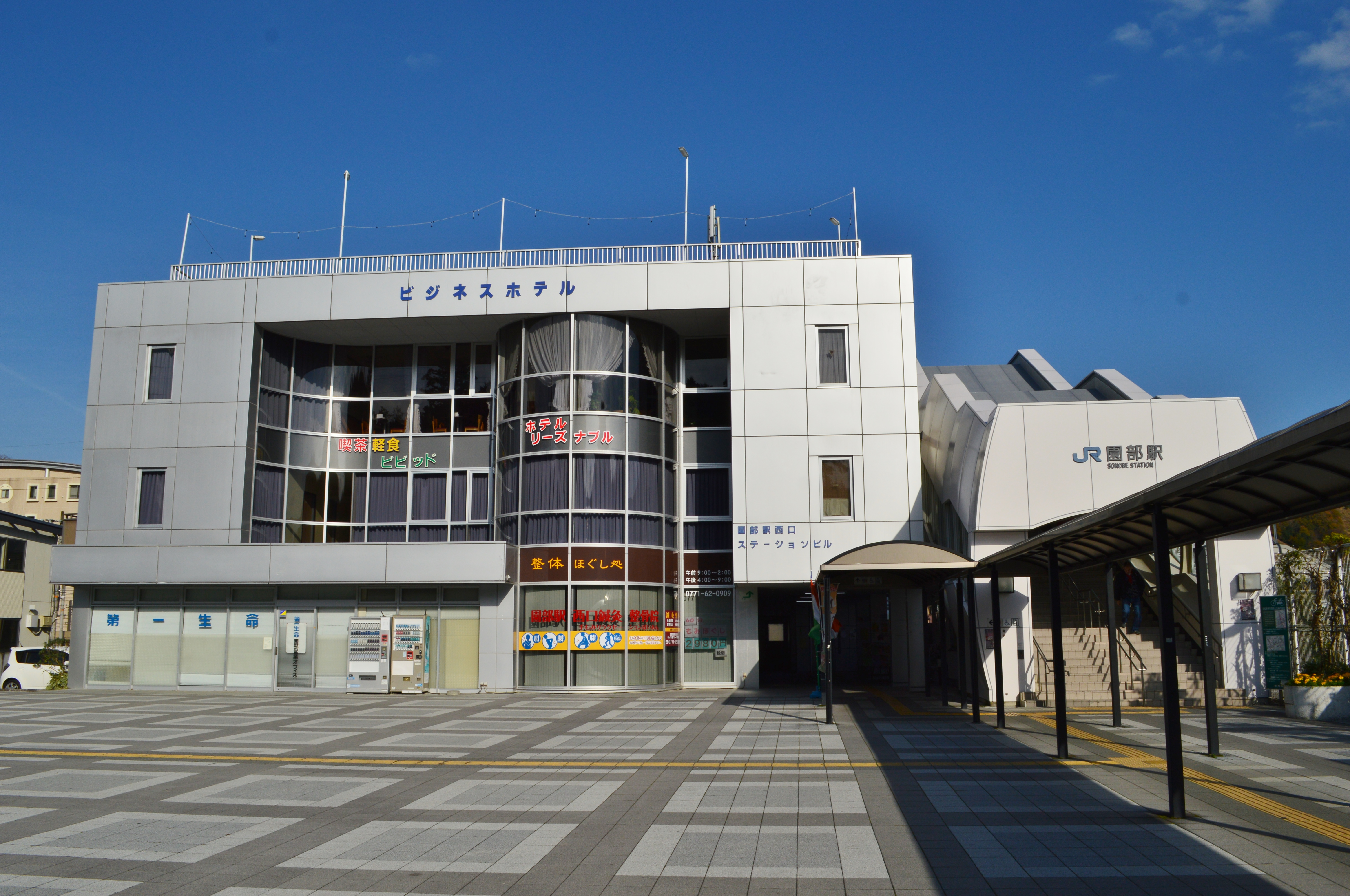
園部駅

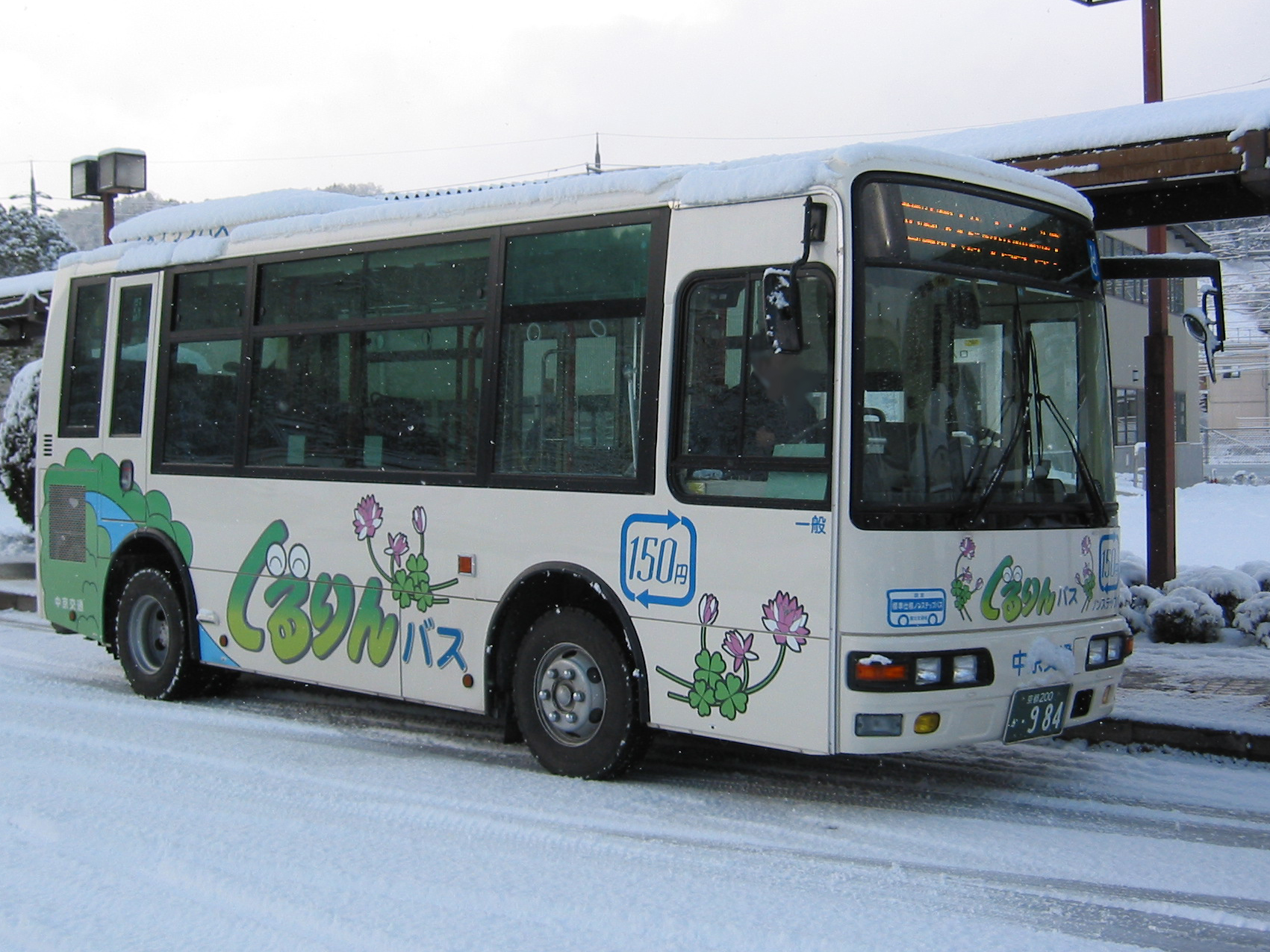
ぐるりんバス

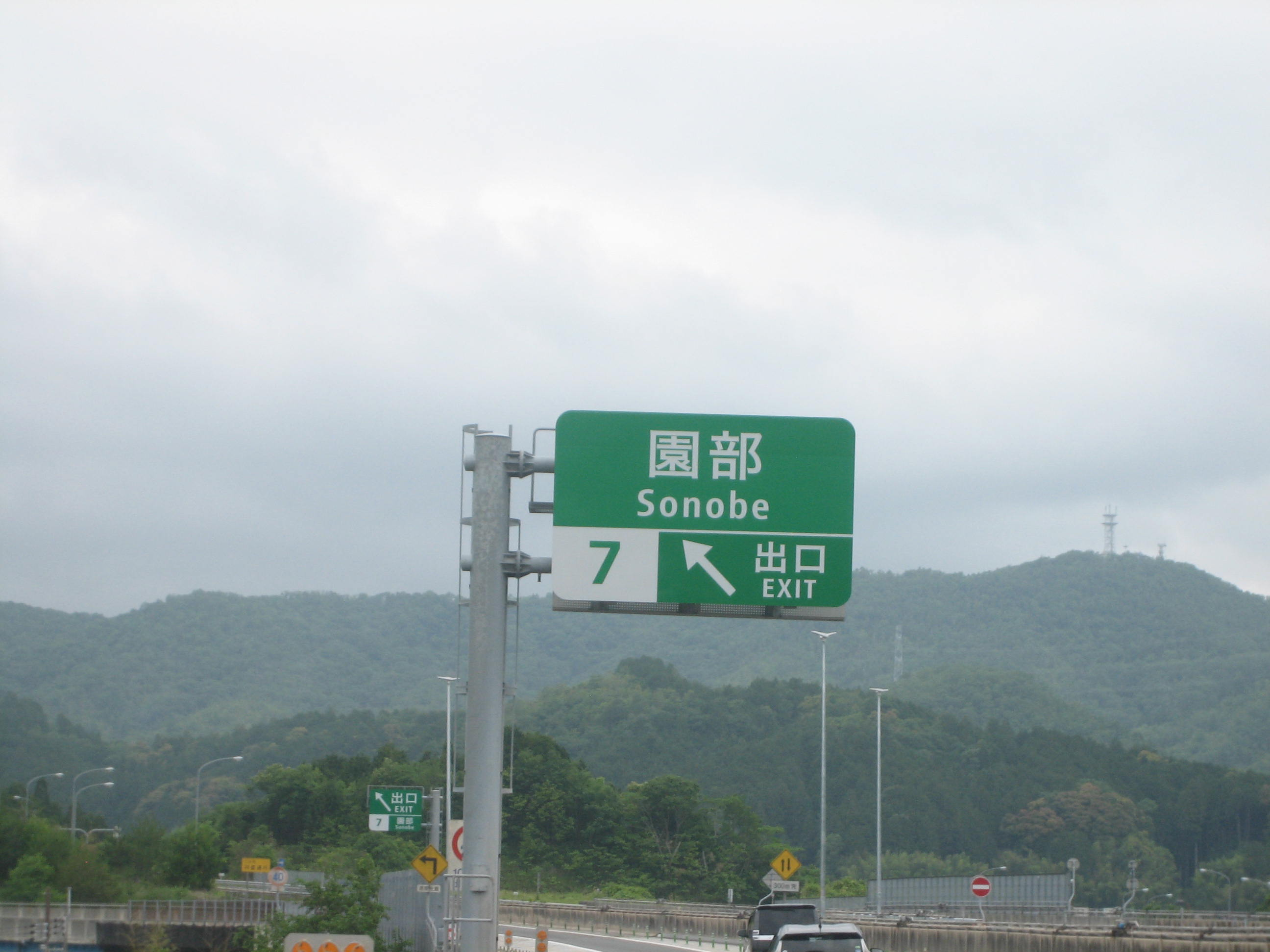
園部IC

### 鉄道
市の中心となる駅：園部駅

#### 鉄道路線
西日本旅客鉄道（JR西日本）
山陰本線(嵯峨野線)：（亀岡市）- 八木駅 - 吉富駅 - 園部駅 - 船岡駅 - 日吉駅 - 鍼灸大学前駅 - 胡麻駅 -（京丹波町）

### バス

#### 路線バス
コミュニティバス
- ぐるりんバス
- 南丹市営バス
- 京阪京都交通

#### 都市間バス
高速バス
- 西日本JRバス
- 京阪京都交通

### 道路

#### 高速道路
西日本高速道路（NEXCO西日本）
- 京都縦貫自動車道（国道478号）：（亀岡市）- 八木東IC - 南丹PA - 八木中IC - 八木西IC - 園部IC -（京丹波町）

#### 国道
- 国道9号（山陰道）
- 国道162号（周山街道）
- 国道372号（篠山街道）
- 国道477号

#### 府道
主要地方道
- 京都府道12号綾部宮島線
- 京都府道19号園部平屋線
- 京都府道25号亀岡園部線
- 京都府道34号綾部美山線
- 京都府道38号京都広河原美山線
- 京都府道50号京都日吉美山線
- 京都府道54号園部能勢線
- 京都府道78号佐々江下中線
- 京都府道80号日吉京丹波線

一般府道
- 京都府道363号宮ノ辻神吉線
- 京都府道364号中地日吉線
- 京都府道368号和泉宮脇線
- 京都府道369号八原田上弓削線
- 京都府道370号佐々里井戸線
- 京都府道408号郷ノ口室河原線
- 京都府道441号八木停車場線
- 京都府道442号園部停車場線
- 京都府道443号佐々江京北線
- 京都府道445号富田胡麻停車場線
- 京都府道451号吉富八木線
- 京都府道452号長谷八木線
- 京都府道453号大河内口八田線
- 京都府道454号竹井室河原線
- 京都府道455号八木東インター線

### 道の駅
- 道の駅美山ふれあい広場
- 道の駅京都新光悦村
- 道の駅スプリングスひよし

## 観光

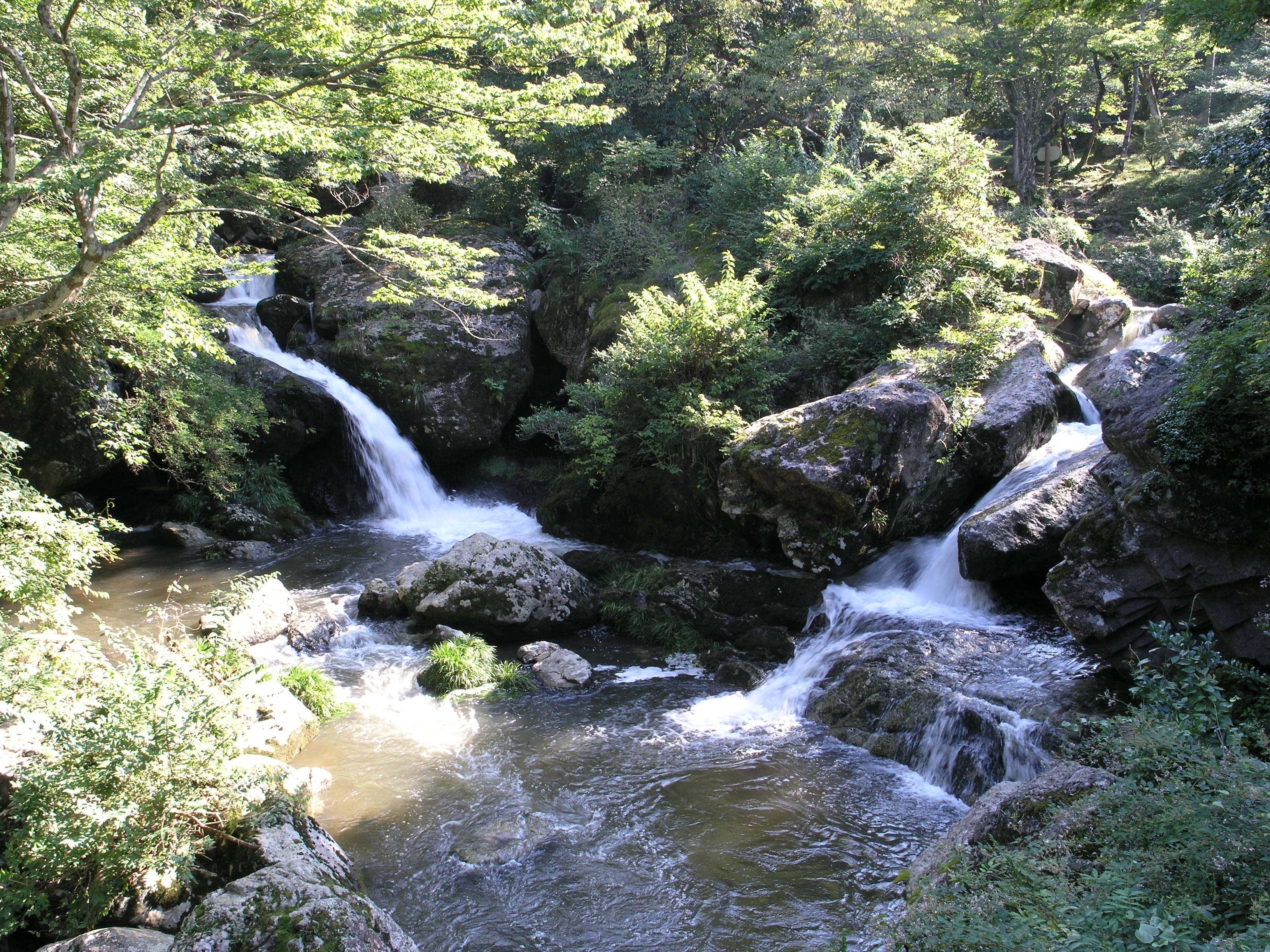
るり渓

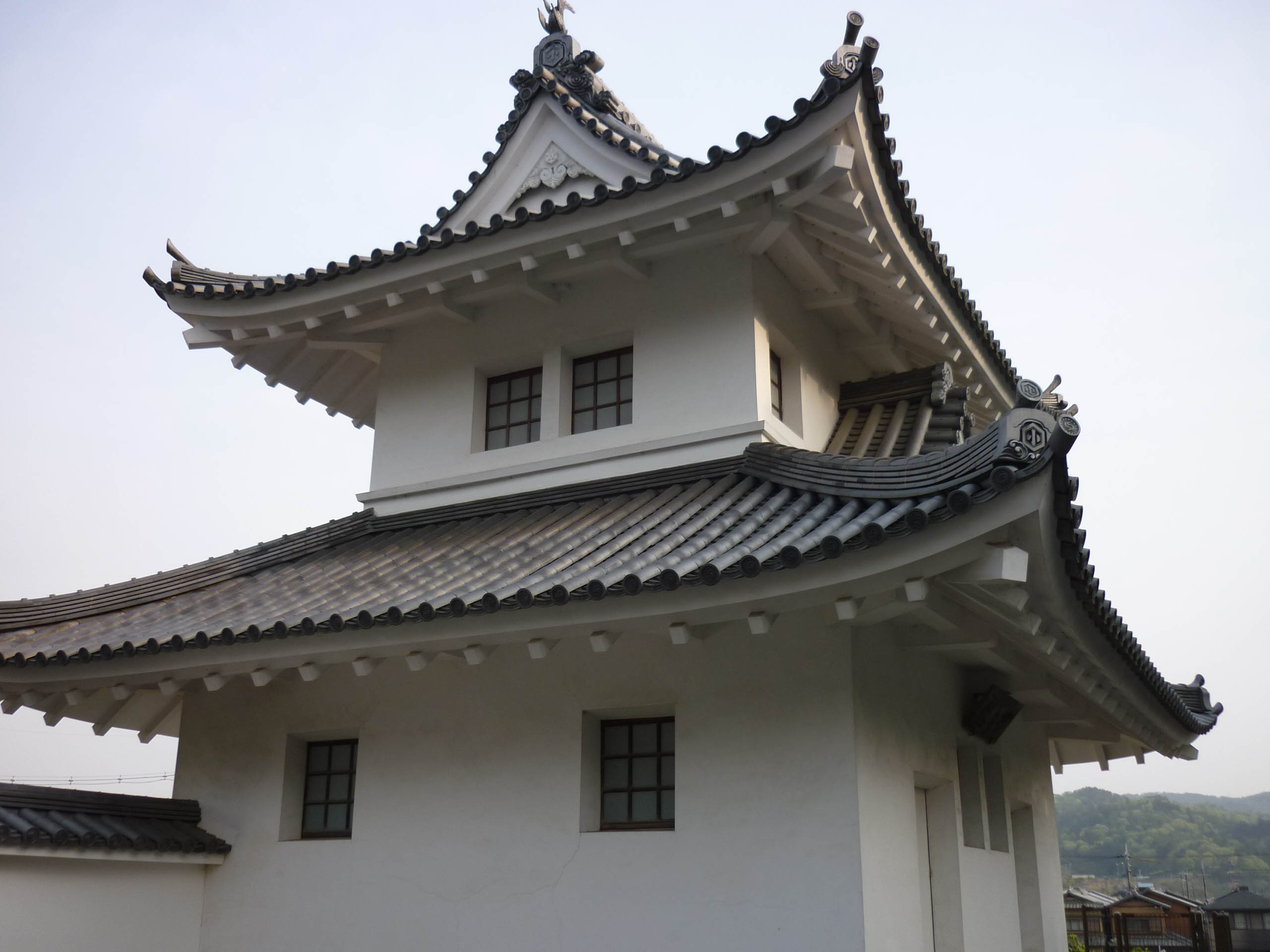
園部城巽櫓

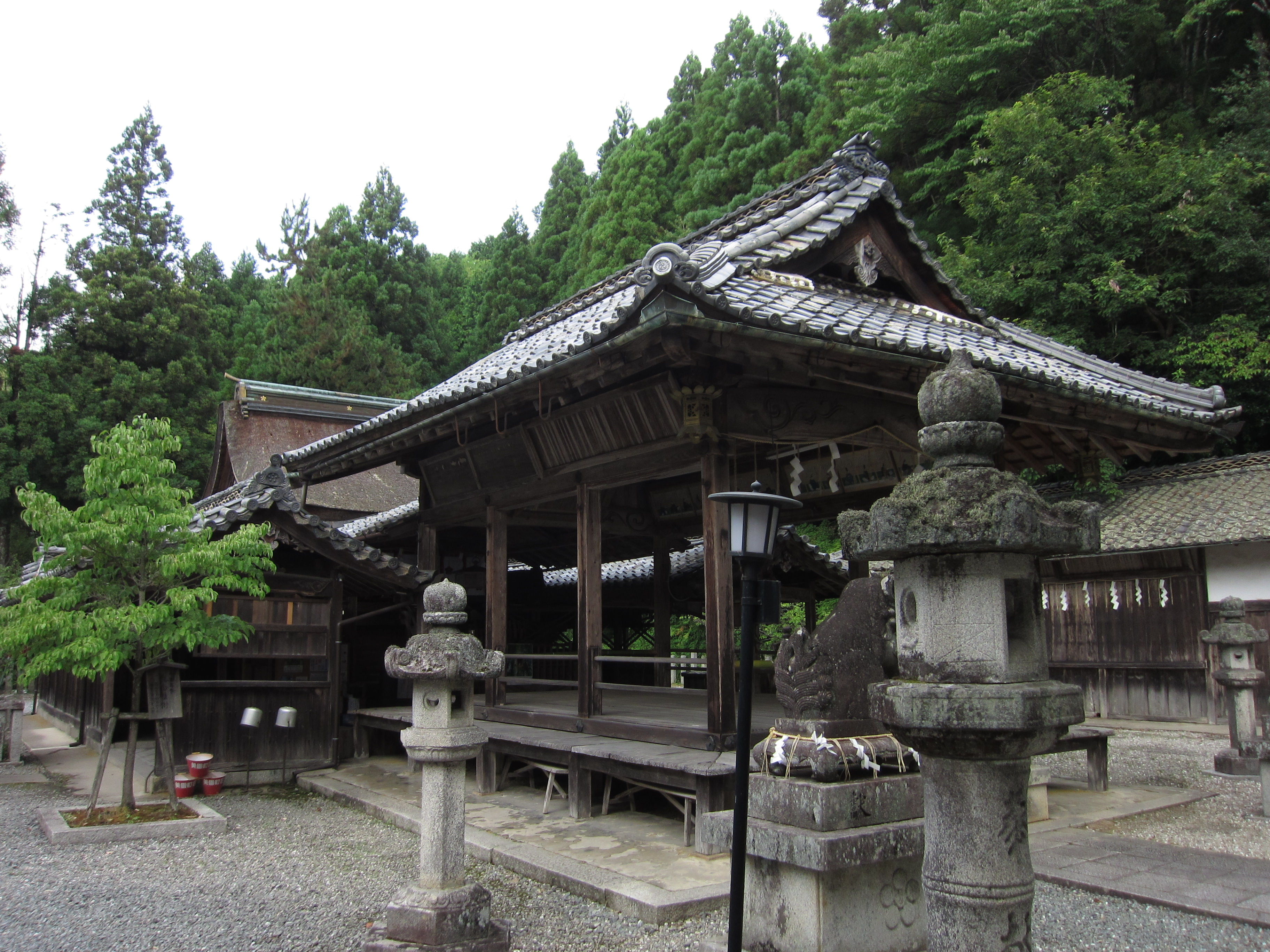
生身天満宮（日本最古の天満宮）

### 名所･旧跡
文化財
- 小林家（美山町下平屋） - 屋敷が国の重要文化財
- 石田家住宅（美山町樫原） - 日本最古の住宅、国の重要文化財
- 野口駅跡（園部町南大谷）

主な神社
- 生身天満宮（園部町美園町） - 日本最古の天満宮
- 春日神社（園部町高屋） - 本殿は国の重要文化財
- 大山祇神社（園部町大河内）
- 摩氣神社（園部町竹井）
- 荒井神社 (南丹市)（八木町美里）
- 住吉神社（八木町西田山崎）
- 幡日佐神社（八木町氷所中谷山）
- 船井神社（八木町船枝）
- 宗神社（八木町屋賀永寿）
- 薮田神社（園部町南大谷） – 式内社・志多非神社に比定されている古社

主な寺院
- 西乗寺（美山町下平屋） - 本尊が国の重要文化財
- 九品寺（園部町船阪） - 山門が国の重要文化財
- 徳雲寺（園部町小山東町塩田谷）[9]
- 普済寺（園部町若森庄気谷）[10]
- 福寿寺（八木町船枝志里ノ内） - 曹洞宗の寺院。山号は医王山。通称 京都帝釋天
- 曹源寺（日吉町殿田） - 曹洞宗の寺院。猿楽の梅若家の菩提寺。山号は殿田山

- 西光寺[11]
- 池上院[11]

城跡
- 園部城跡（園部藩）：京都府指定文化財
- 八木城跡（丹波内藤氏）

### 観光スポット
- るり渓（園部町大河内、瑠璃渓、日本の音風景100選）
  - るり渓温泉（国民保養温泉地は、るり渓高原温泉という源泉の名前）
- かやぶきの里・北村（美山町北、重要伝統的建造物群保存地区）
- 田原の御田（重要無形民俗文化財）
- 大野ダム（美山町樫原） - 京都府景観資産（2012年登録）、桜・紅葉の名所
- 日吉ダム

## 文化・名物

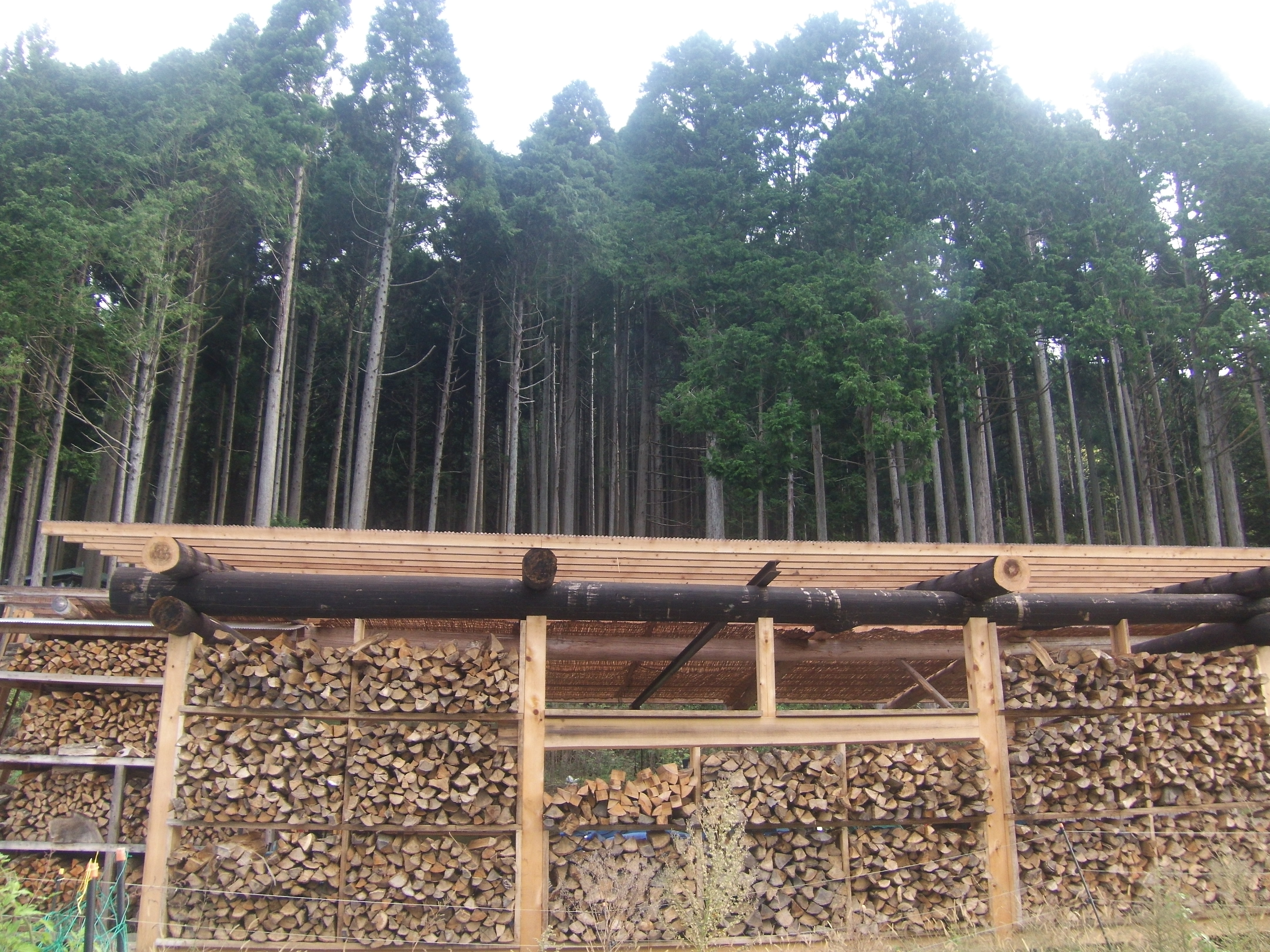
美山町の北山杉

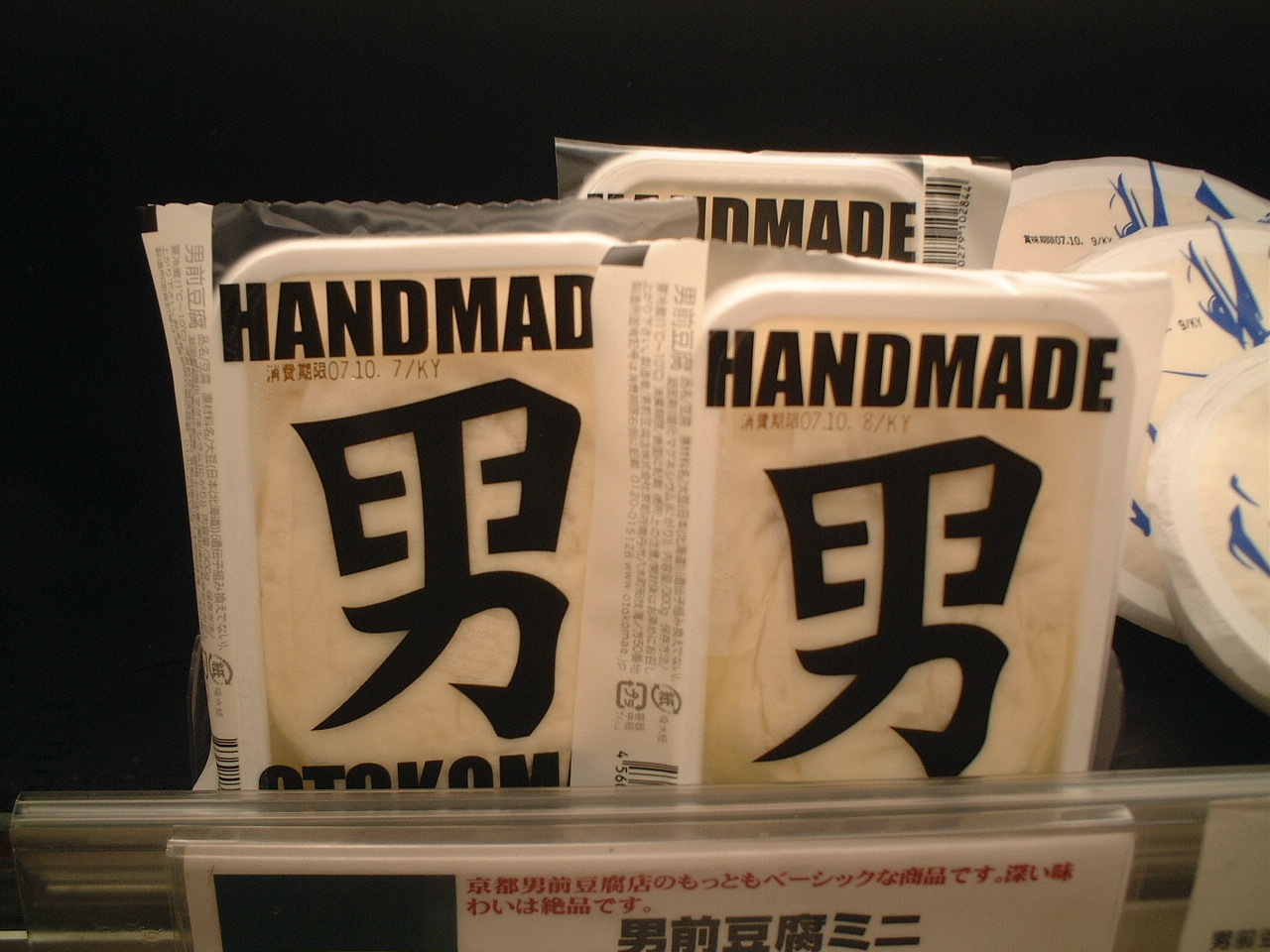
男前豆腐店

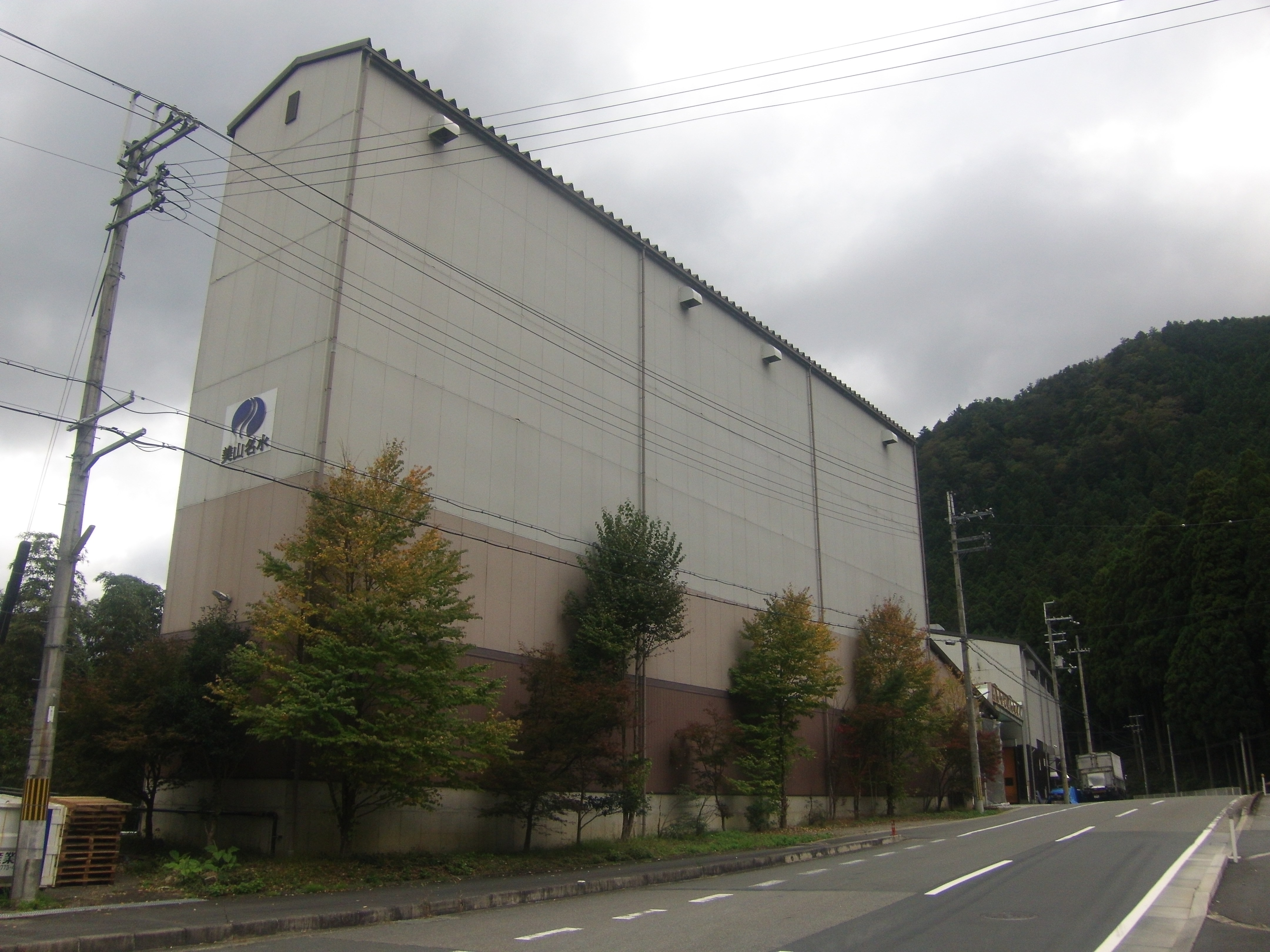
美山名水

### 祭事・催事
- 大送神社の綱引き（八木町日置、毎年1月17日）
- やぎの花火大会（八木地区 大堰川河川敷、毎年8月14日）
- 牧山の松明（日吉町中世木）京都府の無形民俗文化財に登録

### 名産・特産
- 北山杉
- 京野菜（伏見唐辛子）
- 黒豆
- スギナ
- 男前豆腐店
- 美山名水

### スポーツ

#### サッカー
- 京都サンガF.C.

## 出身関連著名人

### 出身著名人
- 芦田讓 - 京都大学名誉教授、NPO法人環境・エネルギー・農林業ネットワーク理事長
- 麻田弁自 - 日本画家、版画家
- 石谷有吾 - 料理人
- 磯部清吉 - 平屋村村会議員・同村長、京都府議会議員を務めた後、1928年（昭和3年）政友会から衆議院議員に初当選、1936年（昭和11年）まで3期務めた。道路の守と言われ、道路改修に才能発揮、また巨椋池の干拓、京都 - 舞鶴間の道路整備にも尽力。犬養毅元首相と親しく、芦田均元首相に兄と慕われた。京都帝国大学卒。
- 岩井文助 - 1842年（天保13年）上平屋生。大阪で甥の岩井勝次郎（妹の息子、文助の長女と結婚）と岩井商店を創業（日商岩井を経て現在双日）、ダイセル、富士写真フイルム、関西ペイント、トクヤマ、日新製鋼等を傘下に。
- 木戸たつよし - 日吉町出身の歌手。関西を中心にコンサート、ラジオ、テレビで活躍していた。
- 江村彩子 - オマーンの日本語新聞「サラーム」編集委員
- 川勝寛治 - 幕末の尊攘派志士
- 川勝堅二 - 三和銀行頭取・会長、経団連副会長、国立京都国際会館理事長を歴任
- 川勝秀氏 - 島城（美山町静原）に生まれる。田辺城の戦いに西軍に与して参戦。のちに、徳川旗本となった。
- 川勝昭平 - 青山学院大学名誉教授
- 川勝傳 - 南海電気鉄道会長兼社長、日本民営鉄道協会会長、南海ホークスオーナー、大日本紡績（現: ユニチカ）元社長
- 川勝瀬平 - 明治初期に西谷池開削を指導した篤農家
- 北側勉  - 養豚場の日吉ファームの代表取締役。飼料給与技術の研究開発などにも尽力し、京都府養豚協議会の会長も務め、緑白綬有功章・旭日単光章など叙勲
- 黒木彰一 - フジテレビチーフプロデューサー
- 小西良輝 - ロードレース選手
- 杉本淳子 - 京都造形芸術大学名誉教授
- 高木文平 - 京都電気鉄道社長
- 多岐川舞子 - 八木町出身。演歌歌手
- 竹井功一 - 小倉興産社長
- 竹上千咲 - 陸上選手（佛教大学卒、現在はダイハツ工業）
- 田中昌太郎 - 立命館大学学長
- 田中好 - 政治家
- 田中隆久 - マレーシアのプトラ大学教員
- 田中貴也 - プロ野球選手（東北楽天ゴールデンイーグルス）
- 智蘊 - 蜷川親当。室町幕府の政所代。アニメ『一休さん』に登場する蜷川新右衛門のモデル。旧船井郡を知行したと言われる。
- 内藤如安 - 八木城主。キリシタン武士
- 内藤マーシー - 園部町出身。漫画家
- 中川泰宏 - 政治家
- 中田慶雄 - 日本国際貿易促進協会前理事長、現副会長。1930年（昭和5年）平屋村野添生。1945年（昭和20年）に旧満州へ渡り敗戦後ソ連軍に投降、収容所で暮らす。収容所脱出後も中華人民共和国に留まり中国人民大学、復旦大学等で学び中国で活躍。1958年（昭和33年）に帰国し、日中交流に尽力。
- 西田達雄 - 住友商事顧問
- 野中広務 - 政治家（園部町議、園部町長、京都府議、京都府副知事、衆議院議員、内閣官房長官を歴任）
- 野々村仁清 - 江戸初期の陶工
- 原潔 - 神戸商船大学学長、京都大学監査役（高屋ただし元府議会議員の実弟）
- 廣瀬勉 - 熊本大学教授
- 広瀬寿子 - 児童文学作家
- 福井ミカ - 料理研究家、シンガー。
- 藤林益三 - 最高裁長官
- 藤本守 - 前大阪医科大学学長
- 古谷三代吉 - 平屋村内久保出身。明治時代の建築家。
- 藤原瞭我 - プロバスケットボール選手（神戸ストークス）
- 馬渕睦夫 - 在キューバ共和国特命全権大使
- 宮本茂 - ゲームクリエイター、任天堂株式会社代表取締役フェローで、かつては代表取締役専務・情報開発本部長を歴任した。
- 進士仁一 - 任天堂株式会社上席執行役員
- 進士安治 - 九州大学農学博士
- 森良男 - 俳優
- 山名二郎 - 大和証券副社長
- 吉田勝美 - リコー米国会長兼最高経営責任者、リコー常務取締役
- 吉田千恵 - ミュージカル俳優
- 吉田治人 - 日吉町中出身。トランペット奏者